# Eurovision Song Contest 2013
Der 58. Eurovision Song Contest fand vom 14. bis 18. Mai 2013 in der Malmö Arena statt. Ausrichter war Sveriges Television (SVT), nachdem die für Schweden angetretene Sängerin Loreen mit dem Beitrag Euphoria den Eurovision Song Contest 2012 in Baku gewonnen hatte.
Das Finale wurde von über 170 Millionen Zuschauern gesehen. Sieger wurde das Lied Only Teardrops, vorgetragen von der dänischen Sängerin Emmelie de Forest.

## Austragungsort
| Stockholm |

| Göteborg |

| Malmö |

Die Bewerbungsfrist für die Austragung lief am 21. Juni 2012 aus. Die Veranstaltungshalle muss sechs Wochen lang vor dem 20. Mai 2013 zur Verfügung stehen.
Beworben haben sich Stockholm (inkl. Solna) und Malmö. Göteborg hatte zunächst auch Interesse geäußert, aber die dortige Veranstaltungshalle Scandinavium, in der schon der Eurovision Song Contest 1985 stattfand, stand im April wegen des Weltcups im Springreiten nicht zur Verfügung.
Stockholm galt als Favorit, hat jedoch zur selben Zeit mit der Eishockey-Weltmeisterschaft der Herren 2013 bereits eine aufwändige Großveranstaltung zu betreuen, die zudem die größte Veranstaltungshalle der Stadt, den Ericsson Globe, nutzen wird. Stattdessen ging die neue Friends Arena in Solna ins Rennen, die mittlerweile auch das Finale des nationalen Vorentscheids 2013 beherbergt hat.
Malmö erhielt letztlich den Zuschlag. Die Verantwortlichen lobten die gut ausgearbeiteten Vorschläge der beiden Kandidaten. Den Ausschlag für die Veranstaltungshalle Malmö Arena, die bis zu 15.500 Zuschauer fasst, gab letztendlich die dortige Infrastruktur und dass die Friends Arena, welche bis zu 35.000 Zuschauern Platz gegeben hätte, als groß und teuer angesehen wurde. Die Entwicklung der vergangenen Jahre mit immer größeren Arenen und aus dem Ruder laufenden Kosten sei für den ESC nicht haltbar und habe keine Verbesserung im Ergebnis gebracht.
| Stadt          | Austragungsort | Kapazität (bei Konzerten)                | Eigentümer                                      | Bemerkungen                                                    |
| -------------- | -------------- | ---------------------------------------- | ----------------------------------------------- | -------------------------------------------------------------- |
| Göteborg       |                |                                          |                                                 |                                                                |
| Scandinavium   | max. 14.000    | Idrotts- och Kulturcentrum i Göteborg AB | Austragungsort des Eurovision Song Contest 1985 |                                                                |
| Svenska Mässan | –              |                                          | Bewerbung am 20. Juni 2012 zurückgezogen        |                                                                |
| Malmö          | Malmö Arena    | max. 15.400                              | Parkfast Arena AB                               | Austragungsort des schwedischen Vorentscheids Melodifestivalen |
| Stockholm      | Friends Arena  | max. 45.000                              | SGA Fastigheter (Stadt Stockholm)               | Austragungsort des Finals des Melodifestivalen im März 2013    |

## Format

### Moderation
Am 28. Januar 2013 wurde die schwedische Komikerin Petra Mede als Moderatorin des Eurovision Song Contest in Malmö vorgestellt. Es war schon länger bekannt, dass es 2013 nur einen Moderator statt bisher drei geben sollte, da drei Moderatoren als kostspieliger und probenintensiver galten. Zuletzt wurde der ESC 1995 von der irischen Moderatorin Mary Kennedy alleine moderiert.

### Motto
Das offizielle Motto der Veranstaltung lautete We Are One („Wir sind Eins“). Es sollte die Gleichheit und die Verbundenheit aller Teilnehmerländer hervorheben. Ferner sollte auf die Kultur und den Wert jedes Landes im Verbund aller Länder eingegangen werden. Die ESC-Hymne We Write the Story wurde von den ehemaligen ABBA-Mitgliedern Benny Andersson und Björn Ulvaeus geschrieben und zusammen mit dem DJ Avicii produziert.

### Nationale Jurys
Die nationalen Jurys entscheiden 50 % des Endergebnisses beim Eurovision Song Contest. Dafür werden sich die Mitglieder eines Landes treffen und gemeinsam die Generalprobe der Shows anschauen. Jedes Mitglied erstellt daraufhin, basierend auf Stimme, Komposition und Originalität des Liedes, eine Rangliste aller Beiträge des Abends. Dabei soll dies jeder unabhängig von den anderen tun. Sobald alle Listen fertiggestellt sind, werden sie von der EBU überprüft und in Punkte umgerechnet. In der deutschen Jury saßen folgende Personen:

#### Deutschland
| Land        | Mitglieder          | Bekannt als                                |
| ----------- | ------------------- | ------------------------------------------ |
| Deutschland | Lena                | Sängerin, Siegerin 2010, Teilnehmerin 2011 |
| Deutschland | Tim Bendzko         | Sänger                                     |
| Deutschland | Alina Süggeler      | Sängerin                                   |
| Deutschland | Carolin Niemczyk    | Sängerin                                   |
| Deutschland | Florian Silbereisen | Sänger                                     |

## Neue Abstimmungsregel
Nach der Wiedereinführung der Jurywertung beim Eurovision Song Contest 2009 in Moskau wurde 2013 die Grundlage für die Punktevergabe verändert. In den vergangenen vier Jahren wurde bei der 50/50-Gewichtung des Televotings und der Jurywertung nicht alle Titel berücksichtigt, sondern nur die jeweiligen besten zehn.
In den teilnehmenden Ländern werden aus den Ergebnissen des Televotings und der Jurywertung ein Ranking aller an der Show teilnehmenden Titel erstellt. Dabei wird wie bisher der Titel des „eigenen“ Landes beim Ranking außer Acht gelassen. Danach werden die Platzziffern der einzelnen Lieder aus dem Televoting und der Jurywertung addiert. Die Summe der Platzziffern ergibt eine aus Televoting und Jurywertung kombinierte Reihenfolge. Die ersten zehn Titel aus dieser kombinierten Reihenfolge erhalten bei der Punktevergabe aus dem jeweiligen Land die „gebräuchlichen“ 12, 10, 8, 7, 6, 5, 4, 3, 2, 1 Punkte.
Am 28. Mai 2013 veröffentlichte die EBU nach Jurywertung und Televoting getrennt die über alle abstimmenden Länder gemittelten Platzierungen der Teilnehmer.

## Teilnehmer

Länder, die im Jahr 2013
nicht teilnahmen, aber mal teilgenommen hatten
teilnahmen
im Halbfinale ausschieden

### Länder
Am 21. Dezember 2012 wurde bekannt gegeben, dass 39 Länder in Malmö an den Start gehen werden. Von den teilnehmenden Ländern sind Schweden als gastgebendes Land und die „Big Five“ (Deutschland, Frankreich, Italien, Spanien und das Vereinigte Königreich) direkt für das Finale am 18. Mai 2013 qualifiziert.
Armenien nimmt nach der einjährigen Pause wieder teil. Bosnien-Herzegowina, Portugal und die Slowakei sagten aus finanziellen Schwierigkeiten die diesjährige Teilnahme ab. Darüber hinaus nahm die Türkei nicht teil, da das Land mit dem Status der „Big Five“ und der gleichwertigen Gewichtung der Jury und des Televotings bei der Punktewertung nicht mehr einverstanden war.
Die ESC Reference Group gab am 7. November 2012 bekannt, dass die Startreihenfolge sowohl der beiden Halbfinale als auch des Finales nicht wie in den vergangenen Jahren ausgelost, sondern von dem gastgebenden Sender bestimmt wird. Die Startreihenfolge muss von der ESC Reference Group anschließend bestätigt werden. Diese Neuerung wurde vom TV-Komitee der Europäischen Rundfunkunion angenommen.

### Wiederkehrende Interpreten
Bledar Sejko nahm 2013 zum bereits zweiten Mal am Song Contest teil. Zuvor vertrat er bereits Albanien 2011, als er den Begleitung für Aurela Gaçe ausübte, im Halbfinale aber bereits ausschied. Auch Gor Sudschjan, Leadsänger der Dorians, stand zum bereits zweiten Mal auf der Bühne des Wettbewerbes. So nahm er zuvor 2010 teil und erreichte Platz 7, als er den Begleitung für Eva Rivas ausübte. Auch Eliza Todorowa und Stojan Jankulow nahmen bereits 2007 am Song Contest teil und erreichten dort Platz 5. Aliona Moon vertrat Moldau bereits im Jahr zuvor als Begleitsängerin. Dabei erreichte sie Platz 11. Auch Valentina Monetta nahm bereits im Vorjahr teil, konnte allerdings nicht das Finale erreichen.
| Land       | Interpret                                       | Vorherige(s) Teilnahmejahr(e)                                        |
| ---------- | ----------------------------------------------- | -------------------------------------------------------------------- |
| Albanien   | Bledar Sejko (zusammen mit Adrian Lulgjuraj)    | Begleitung: 2011                                                     |
| Armenien   | Gor Sudschjan (als Mitglied der Dorians)        | Begleitung: 2010                                                     |
| Bulgarien  | Eliza Todorowa & Stojan Jankulow                | 2007                                                                 |
| Estland    | Lauri Pihlap (Begleitung)                       | 2001 (zusammen mit Tanel Padar und Dave Benton als Mitglied von 2XL) |
| Estland    | Kaido Põldma (Begleitung)                       | 2001 (zusammen mit Tanel Padar und Dave Benton als Mitglied von 2XL) |
| Island     | Kristján Gíslason (Begleitung)                  | 2001 (als Mitglied von Two Tricky)                                   |
| Island     | Kristján Gíslason (Begleitung)                  | Begleitung: 2010                                                     |
| Kroatien   | Bojan Kavedžija (als Mitglied von Klapa s mora) | Begleitung: 2006                                                     |
| Moldau     | Aliona Moon                                     | Begleitung: 2012                                                     |
| Moldau     | Pasha Parfeni (Begleitung)                      | 2012                                                                 |
| San Marino | Valentina Monetta                               | 2012                                                                 |

## Nationale Vorentscheidungen

### Belgien
Am 16. Dezember 2012 fand ein Vorentscheid im Radio Vivacité statt, indem Roberto Bellarosa drei Lieder vorstellte, nachdem er intern von RTBF ausgewählt wurde. Der Siegertitel wurde zu 50 % per Televoting zu 50 % von einer Experten-Jury bestimmt. So gewann am Ende der Titel Love Kills.

### Deutschland
Am 14. Februar 2013 wurde in Hannover bei der Show Unser Song für Malmö der deutsche Beitrag für den Eurovision Song Contest 2013 ausgewählt. Cascada erhielt insgesamt 30 Punkte und gewann mit dem Titel Glorious, gefolgt von LaBrassBanda mit 23 und Söhne Mannheims mit 17 Punkten. Cascada war von den Zuschauern beim Televoting auf den ersten, von den Radiohörern auf den zweiten und von der Jury auf den dritten Platz gesetzt worden.
Der deutsche Vorentscheid wurde von Anke Engelke moderiert.

### Österreich
Der österreichische Beitrag wurde in der Show Österreich rockt den Song Contest am 15. Februar 2013 ermittelt. Für den Vorentscheid wurden fünf Nachwuchstalente vom ORF ausgewählt, die gebeten wurden, bis zum Januar 2013 ein Lied für den Eurovision Song Contest zu produzieren. Durchsetzen konnte sich die 18-jährige Natália Kelly mit ihrem Lied Shine. Sie erhielt 70 der insgesamt 200 möglichen Punkte, welche zu jeweils 50 Prozent von einer internationalen Jury und den Zuschaueranrufen vergeben wurden. Lag Kelly nach den Jury-Stimmen nur auf Platz zwei mit zwei Punkten hinter ihrer Konkurrentin Yela, konnte sie die meisten Zuschauer von sich überzeugen und hatte am Ende einen Vorsprung von 20 Punkten.
Der österreichische Vorentscheid wurde von Mirjam Weichselbraun und Andi Knoll moderiert.

### Schweiz
Am 15. Dezember 2012 fand in Kreuzlingen der schweizerische Vorentscheid für den Eurovision Song Contest 2013 statt. Die Band Heilsarmee gewann mit dem Lied You And Me das Televoting mit 37,54 % der Stimmen. Die Gruppe Carrousel (J’avais rendez-vous) erhielt 17,26 Prozent der Stimmen und belegte damit den zweiten Platz. Mit 11,75 Prozent wurde Jesse Ritch (Forever & A Day) Dritter des Televotings. Die grosse Entscheidungsshow wurde von Sven Epiney moderiert.

### Andere Länder
Die folgende Tabelle zeigt, in welchem Modus die restlichen Teilnehmerländer die Auswahl ihres Interpreten und Liedes vorgenommen haben.
| Land                   | Nationaler Vorentscheid                  |
| ---------------------- | ---------------------------------------- |
| Albanien               | Festivali i Këngës 2012                  |
| Armenien               | Nationaler Vorentscheid                  |
| Aserbaidschan          | Milli Seçim Turu 2013                    |
| Belarus                | Eurofest 2013                            |
| Bulgarien              | Nationaler Vorentscheid                  |
| Dänemark               | Dansk Melodi Grand Prix 2013             |
| Estland                | Eesti Laul 2013                          |
| Finnland               | Uuden Musiikin Kilpailu 2013             |
| Frankreich             | interne Auswahl                          |
| Georgien               | interne Auswahl                          |
| Griechenland           | Eurosong 2013                            |
| Irland                 | Eurosong 2013                            |
| Island                 | Söngvakeppnin 2013                       |
| Israel                 | Kdam Eurovision 2013                     |
| Italien                | Sanremo-Festival 2013                    |
| Kroatien               | interne Auswahl                          |
| Lettland               | Dziesma 2013                             |
| Litauen                | Eurovizijos 2013                         |
| Malta                  | Malta Eurovision Song Contest 2013       |
| Mazedonien             | interne Auswahl                          |
| Moldau                 | O Melodie Pentru Europa 2013             |
| Montenegro             | interne Auswahl                          |
| Niederlande            | interne Auswahl                          |
| Norwegen               | Melodi Grand Prix 2013                   |
| Rumänien               | Selecția Națională 2013                  |
| Russland               | interne Auswahl                          |
| San Marino             | interne Auswahl                          |
| Schweden               | Melodifestivalen 2013                    |
| Serbien                | Beosong 2013                             |
| Slowenien              | interne Auswahl                          |
| Spanien                | El Sueño de Morfeo: Destino Eurovisión   |
| Ukraine                | Evrobachennya 2013 - Natsionalyni vidbir |
| Ungarn                 | A Dal 2013                               |
| Vereinigtes Königreich | interne Auswahl                          |
| Zypern                 | interne Auswahl                          |

## Halbfinale

### Auslosung

Teilnehmer des 1. Halbfinals
Stimmberechtigte Länder im 1. Halbfinale
Teilnehmer des 2. Halbfinals
Stimmberechtigte Länder im 2. Halbfinale

Am 17. Januar 2013 fand im Rathaus von Malmö in einer Zeremonie die Ziehung der beiden Halbfinale statt. Die Länder, die nicht automatisch für das Finale qualifiziert sind, wurden für die Auslosung auf Grundlage ihres Abstimmverhaltens der letzten neun Jahre einem von fünf Töpfen zugeteilt. Die Einteilung erfolgte durch die Firma, die für die EBU das Televoting betreut.
Eine Ausnahme dazu bildeten Israel, Dänemark und Norwegen. Wegen der Feierlichkeiten zum jüdischen Feiertag Schawuot am Tag des ersten Halbfinales wurde Israel dem zweiten Halbfinale zugeordnet. Die beiden Nachbarländer von Schweden sollten nicht im gleichen Halbfinale starten, um zu vermeiden, dass sich die erwartete hohe Ticketnachfrage aus diesen beiden Ländern auf ein Halbfinale konzentriert. Daher wurde bereits in einer Sonderauslosung im November 2012 Dänemark dem ersten und Norwegen dem zweiten Halbfinale zugelost (siehe Topf 0).
Darüber hinaus wurde auch ermittelt, in welchem Halbfinale die großen Fünf (Big Five) Deutschland, Frankreich, Italien, Spanien und das Vereinigte Königreich, sowie der Gastgeber Schweden stimmberechtigt sein werden.
Zur Ermittlung der Startreihenfolge der Teilnehmer wurde in diesem Jahr ein neues System angewandt. Im Vorfeld wurde bestimmt, in welchem Halbfinale die Teilnehmerländer antreten. Danach wurde nicht, wie in den Jahren zuvor, per Los bestimmt, auf welchem Startplatz sich die Teilnehmer vorfinden, sondern nach dramaturgischen Aspekten. Die Startplätze wurden von Executive Supervisor Jon Ola Sand in Abstimmung mit der Reference Group der EBU bestimmt.
| Topf 0                         | Topf 1                                                              | Topf 2                                                      | Topf 3                                                               | Topf 4                                                              | Topf 5                                                             |
| ------------------------------ | ------------------------------------------------------------------- | ----------------------------------------------------------- | -------------------------------------------------------------------- | ------------------------------------------------------------------- | ------------------------------------------------------------------ |
| - Dänemark - Israel - Norwegen | - Albanien - Kroatien - Mazedonien - Montenegro - Schweiz - Serbien | - Estland - Finnland - Irland - Island - Lettland - Litauen | - Armenien - Aserbaidschan - Belarus - Georgien - Russland - Ukraine | - Belgien - Bulgarien - Griechenland - Malta - Niederlande - Zypern | - Moldau - Österreich - Rumänien - San Marino - Slowenien - Ungarn |

### Erstes Halbfinale
Das erste Halbfinale fand am 14. Mai 2013 um 21:00 Uhr (MESZ) statt. Eröffnet wurde die Veranstaltung von der Vorjahressiegerin Loreen und einem Kinderchor, die gemeinsam den Siegersong Euphoria aufführten. Als Pausenfüller wurde die Tanzperformance Northern Lights präsentiert, die von Jennie Widegren und Fredrik Rydman aufgeführt wurde. Arrangiert wurde diese Performance vom schwedischen Musiker und Musikproduzenten Kleerup. Die zehn Bestplatzierten, in der Tabelle grün markiert, haben einen Startplatz für das Finale am 18. Mai erhalten. Um Beeinflussung zu vermeiden, wurden die Ergebnisse bis nach dem Finale geheim gehalten.
 Italien,  Schweden und das  Vereinigte Königreich waren in diesem Halbfinale stimmberechtigt.
| Platz | Startnr. | Land        | Interpret                          | Lied Musik (M) und Text (T)                                                                                                 | Sprache         | Übersetzung (Inoffiziell)        | Punkte |
| ----- | -------- | ----------- | ---------------------------------- | --- | --------------- | -------------------------------- | ------ |
| 01.   | 05       | Dänemark    | Emmelie de Forest                  | Only Teardrops M/T: Lise Cabble, Julia Fabrin Jakobsen, Thomas Stengaard                                                    | Englisch        | Nur Tränen                       | 167    |
| 02.   | 06       | Russland    | Dina Garipowa Дина Гарипова        | What If M/T: Gabriel Alares, Joakim Björnberg, Leonid Gutkin                                                                | Englisch        | Was wäre, wenn                   | 156    |
| 03.   | 07       | Ukraine     | Zlata Ohnjewitsch Злата Огневич    | Gravity M: Mikhail Nekrasov; T: Karen Kavaleryan                                                                            | Englisch        | Schwerkraft                      | 140    |
| 04.   | 12       | Moldau      | Aliona Moon                        | O mie M: Pasha Parfeny; T: Yuliana Scutaru                                                                                  | Rumänisch       | Eintausend                       | 095    |
| 05.   | 15       | Belgien     | Roberto Bellarosa                  | Love Kills M/T: Iain James, Jukka Immonen                                                                                   | Englisch        | Liebe tötet                      | 075    |
| 06.   | 08       | Niederlande | Anouk                              | Birds M: Anouk Teeuwe, Tore Johansson, Martin Gjerstad; T: Anouk Teeuwe                                                     | Englisch        | Vögel                            | 075    |
| 07.   | 11       | Belarus     | Alyona Lanskaya Алëна Ланская      | Solayoh M: Mark Paelinck; T: Martin King                                                                                    | Englisch        | –                                | 064    |
| 08.   | 13       | Irland      | Ryan Dolan                         | Only Love Survives M/T: Wez Devine, Ryan Dolan                                                                              | Englisch        | Nur die Liebe überlebt           | 054    |
| 09.   | 10       | Litauen     | Andrius Pojavis                    | Something M/T: Andrius Pojavis                                                                                              | Englisch        | Etwas                            | 053    |
| 10.   | 02       | Estland     | Birgit                             | Et uus saaks alguse M: Mihkel Mattisen; T: Mihkel Mattisen/Silvia Soro                                                      | Estnisch        | Das könnte ein neuer Anfang sein | 052    |
| 11.   | 16       | Serbien     | Moje 3                             | Ljubav je svuda (Љубав је свуда) M: Saša Milošević Mare; T: Marina Tucaković                                                | Serbisch        | Liebe ist überall                | 046    |
| 12.   | 09       | Montenegro  | Who See ft. Nina Žižić             | Igranka M: Đorđe Miljenović (Wikluh Sky); T: Dejan Dedović (Dedduh), Mario Đorđević (Noyz), Djordje Miljenovic (Wikluh Sky) | Montenegrinisch | Party                            | 041    |
| 13.   | 04       | Kroatien    | Klapa s mora                       | Mižerja M/T: Goran Topolovac                                                                                                | Kroatisch       | Unheil                           | 038    |
| 14.   | 01       | Österreich  | Natália Kelly                      | Shine M/T: Andreas Grass, Nikola Paryla, Alexander Kahr                                                                     | Englisch        | Leuchten                         | 027    |
| 15.   | 14       | Zypern      | Despina Olympiou Δέσποινα Ολυμπίου | An me thimasai (Αν Με Θυμάσαι) M: Andreas Giorgallis; T: Zenon Zindillis                                                    | Griechisch      | Wenn du dich an mich erinnerst   | 011    |
| 16.   | 03       | Slowenien   | Hannah                             | Straight into Love M: Hannah Mancini, Gregor Zemljič, Erik Margan, Matija Rodić; T: Hannah Mancini, Marko Primužak          | Englisch        | Geradewegs in die Liebe          | 008    |

#### Punktetafel erstes Halbfinale
| Abstimmungsergebnis | Abstimmungsergebnis | Abstimmungsergebnis | Abstimmungsergebnis | Abstimmungsergebnis | Abstimmungsergebnis | Abstimmungsergebnis | Abstimmungsergebnis | Abstimmungsergebnis | Abstimmungsergebnis | Abstimmungsergebnis | Abstimmungsergebnis | Abstimmungsergebnis | Abstimmungsergebnis | Abstimmungsergebnis | Abstimmungsergebnis | Abstimmungsergebnis | Abstimmungsergebnis | Abstimmungsergebnis | Abstimmungsergebnis | Abstimmungsergebnis | Abstimmungsergebnis | Abstimmungsergebnis | Abstimmungsergebnis | Abstimmungsergebnis | Abstimmungsergebnis |
| Startnr.            | Land                | Platz               | Punkte              | Juryvoting- platz   | Televoting- platz   | AT                  | BY                  | BE                  | HR                  | CY                  | DK                  | EE                  | IE                  | IT                  | LT                  | MD                  | ME                  | RU                  | RS                  | SI                  | SE                  | NL                  | UA                  | UK                  | Votings             |
| ------------------- | ------------------- | ------------------- | ------------------- | ------------------- | ------------------- | ------------------- | ------------------- | ------------------- | ------------------- | ------------------- | ------------------- | ------------------- | ------------------- | ------------------- | ------------------- | ------------------- | ------------------- | ------------------- | ------------------- | ------------------- | ------------------- | ------------------- | ------------------- | ------------------- | ------------------- |
| 01                  | Österreich          | 14.                 | 027                 | 06,32               | 12,33               |                     | –                   | 3                   | 4                   | 2                   | 4                   | 1                   | 4                   | 2                   | –                   | 3                   | –                   | –                   | 2                   | 1                   | –                   | –                   | –                   | 1                   | 11                  |
| 02                  | Estland             | 10.                 | 052                 | 07,47               | 10,06               | 3                   | 5                   | 1                   | –                   | –                   | 1                   |                     | 8                   | 5                   | 4                   | 5                   | –                   | 5                   | –                   | –                   | 6                   | 4                   | 1                   | 4                   | 13                  |
| 03                  | Slowenien           | 16.                 | 008                 | 11,47               | 13,17               | –                   | –                   | –                   | 5                   | –                   | –                   | –                   | –                   | –                   | –                   | –                   | 3                   | –                   | –                   |                     | –                   | –                   | –                   | –                   | 02                  |
| 04                  | Kroatien            | 13.                 | 038                 | 09,95               | 08,00               | 5                   | –                   | –                   |                     | 1                   | –                   | –                   | 1                   | –                   | 1                   | –                   | 5                   | 4                   | 10                  | 2                   | –                   | 3                   | 6                   | –                   | 10                  |
| 05                  | Dänemark            | 01.                 | 167                 | 03,58               | 03,33               | 12                  | 8                   | 10                  | 12                  | 8                   |                     | 12                  | 12                  | 6                   | 6                   | 7                   | 8                   | 10                  | 8                   | 8                   | 12                  | 12                  | 4                   | 12                  | 18                  |
| 06                  | Russland            | 02.                 | 156                 | 03,74               | 03,89               | 10                  | 10                  | 7                   | 8                   | 10                  | 12                  | 10                  | 10                  | 4                   | 10                  | 8                   | 7                   |                     | 6                   | 10                  | 10                  | 7                   | 7                   | 10                  | 18                  |
| 07                  | Ukraine             | 03.                 | 140                 | 05,16               | 03,94               | 2                   | 12                  | 8                   | 7                   | 12                  | 8                   | 6                   | 2                   | 12                  | 12                  | 12                  | 12                  | 7                   | 5                   | 12                  | 1                   | 8                   |                     | 2                   | 18                  |
| 08                  | Niederlande         | 06.                 | 075                 | 06,42               | 07,94               | 8                   | -                   | 12                  | –                   | –                   | 10                  | 7                   | 5                   | 1                   | 7                   | –                   | 2                   | 3                   | 1                   | 3                   | 8                   |                     | –                   | 8                   | 13                  |
| 09                  | Montenegro          | 12.                 | 041                 | 10,16               | 07,33               | –                   | 2                   | –                   | 6                   | –                   | 5                   | –                   | –                   | –                   | –                   | 6                   |                     | –                   | 12                  | –                   | 2                   | –                   | 8                   | –                   | 07                  |
| 10                  | Litauen             | 09.                 | 053                 | 09,37               | 07,44               | –                   | 7                   | 6                   | –                   | 3                   | 2                   | 4                   | 6                   | 10                  |                     | 2                   | –                   | 1                   | –                   | –                   | –                   | –                   | 5                   | 7                   | 11                  |
| 11                  | Belarus             | 07.                 | 064                 | 08,26               | 07,83               | –                   |                     | –                   | –                   | 6                   | –                   | –                   | 3                   | 7                   | 8                   | 10                  | 6                   | 2                   | 4                   | 4                   | –                   | 2                   | 12                  | –                   | 11                  |
| 12                  | Moldau              | 04.                 | 095                 | 04,32               | 08,28               | 7                   | 6                   | 5                   | 1                   | 5                   | 6                   | 3                   | –                   | 8                   | 3                   |                     | 4                   | 12                  | 7                   | 7                   | 5                   | 6                   | 10                  | –                   | 16                  |
| 13                  | Irland              | 08.                 | 054                 | 09,26               | 07,61               | –                   | 4                   | 4                   | 2                   | 7                   | 3                   | 5                   |                     | –                   | 5                   | 1                   | –                   | 6                   | –                   | –                   | 3                   | 5                   | 3                   | 6                   | 13                  |
| 14                  | Zypern              | 15.                 | 011                 | 09,47               | 12,00               | 1                   | –                   | 2                   | –                   |                     | –                   | 2                   | –                   | –                   | –                   | –                   | –                   | –                   | 3                   | –                   | –                   | –                   | –                   | 3                   | 05                  |
| 15                  | Belgien             | 05.                 | 075                 | 06,63               | 07,72               | 4                   | 3                   |                     | 3                   | –                   | 7                   | 8                   | 7                   | –                   | 2                   | 4                   | 1                   | 8                   | –                   | 6                   | 7                   | 10                  | –                   | 5                   | 14                  |
| 16                  | Serbien             | 11.                 | 046                 | 10,95               | 08,39               | 6                   | 1                   | –                   | 10                  | 4                   | –                   | –                   | –                   | 3                   | –                   | –                   | 10                  | –                   |                     | 5                   | 4                   | 1                   | 2                   | –                   | 10                  |

### Statistik der Zwölf-Punkte-Vergabe (Erstes Halbfinale)
| Anzahl | Land        | erhalten von                                                                         |
| ------ | ----------- | ------------------------------------------------------------------------------------ |
| 7      | Dänemark    | Estland, Irland, Kroatien, Niederlande, Österreich, Schweden, Vereinigtes Königreich |
| 7      | Ukraine     | Belarus, Italien, Litauen, Moldau, Montenegro, Slowenien, Zypern                     |
| 1      | Belarus     | Ukraine                                                                              |
| 1      | Moldau      | Russland                                                                             |
| 1      | Montenegro  | Serbien                                                                              |
| 1      | Niederlande | Belgien                                                                              |
| 1      | Russland    | Dänemark                                                                             |

### Zweites Halbfinale
Das zweite Halbfinale fand am 16. Mai 2013 um 21:00 Uhr (MESZ) statt und wurde durch eine Tanzeinlage eröffnet, für dessen Choreographie Jennie Widegren und Fredrik Rydman verantwortlich waren. In der Show traten die „Swedish Pop Voices“ auf, die von Darin und Agnes Carlsson unterstützt wurden. Die zehn Bestplatzierten, in der Tabelle grün markiert, haben einen Startplatz für das Finale am 18. Mai erhalten. Um Beeinflussung zu vermeiden, wurden die Ergebnisse bis nach dem Finale geheim gehalten.
 Deutschland,  Frankreich und  Spanien waren in diesem Halbfinale stimmberechtigt.
| Platz | Startnr. | Land          | Interpret                                                              | Lied Musik (M) und Text (T)                                                                                           | Sprache              | Übersetzung (Inoffiziell)   | Punkte |
| ----- | -------- | ------------- | ---------------------------------------------------------------------- | --- | -------------------- | --------------------------- | ------ |
| 01.   | 04       | Aserbaidschan | Farid Mammadov Fərid Məmmədov                                          | Hold Me M: Dimitris Kontopoulos; T: John Ballard, Ralph Charlie Al Fahel                                              | Englisch             | Halte mich                  | 139    |
| 02.   | 09       | Griechenland  | Koza Mostra ft. Agathonas Iakovidis Κόζα Μόστρα ft. Αγάθωνας Ιακωβίδης | Alcohol Is Free M: Ilias Kozas; T: Stathis Pachidis, Ilias Kozas                                                      | Griechisch, Englisch | Alkohol ist kostenlos       | 121    |
| 03.   | 13       | Norwegen      | Margaret Berger                                                        | I Feed You My Love M/T: Karin Park, Robin Lynch, Niklas Olovson                                                       | Englisch             | Ich gebe Dir meine Liebe    | 120    |
| 04.   | 06       | Malta         | Gianluca                                                               | Tomorrow M/T: Boris Cezek, Dean Muscat                                                                                | Englisch             | Morgen                      | 118    |
| 05.   | 17       | Rumänien      | Cezar                                                                  | It’s My Life M/T: Cristian Faur                                                                                       | Englisch             | Es ist mein Leben           | 083    |
| 06.   | 08       | Island        | Eythor Ingi                                                            | Ég á líf M/T: Örlygur Smári, Pétur Örn Gudmundsson                                                                    | Isländisch           | Ich habe ein Leben          | 072    |
| 07.   | 11       | Armenien      | Dorians                                                                | Lonely Planet M: Tony Iommi; T: Vardan Zadoyan                                                                        | Englisch             | Einsamer Planet             | 069    |
| 08.   | 12       | Ungarn        | ByeAlex                                                                | Kedvesem (Zoohacker Remix) M/T: Alex Márta                                                                            | Ungarisch            | Meine Liebe                 | 066    |
| 09.   | 05       | Finnland      | Krista Siegfrids                                                       | Marry Me M/T: Krista Siegfrids, Erik Nyholm, Kristoffer Karlsson, Jessica Lundström                                   | Englisch             | Heirate mich                | 064    |
| 10.   | 15       | Georgien      | Nodi Tatishvili und Sophie Gelovani ნოდიკო ტატიშვილი & სოფო გელოვანი   | Waterfall M: Thomas G:son, Erik Bernholm; T: Thomas G:son                                                             | Englisch             | Wasserfall                  | 063    |
| 11.   | 02       | San Marino    | Valentina Monetta                                                      | Crisalide (Vola) M: Ralph Siegel; T: Mauro Balestri                                                                   | Italienisch          | Schmetterlingspuppe (Flieg) | 047    |
| 12.   | 07       | Bulgarien     | Elitsa Todorova und Stoyan Yankulov Елица Тодорова & Стоян Янкулов     | Samo shampioni (Само шампиони) M/T: Eliza Todorowa, Kristian Talew                                                    | Bulgarisch           | Nur Sieger                  | 045    |
| 13.   | 16       | Schweiz       | Takasa                                                                 | You and Me M/T: Georg Schlunegger                                                                                     | Englisch             | Du und ich                  | 041    |
| 14.   | 10       | Israel        | Moran Mazor מורן מזור                                                  | Rak bishvilo (רק בשבילו) M: Han Harari; T: Gal Sarig                                                                  | Hebräisch            | Nur für ihn                 | 040    |
| 15.   | 14       | Albanien      | Adrian Lulgjuraj und Bledar Sejko                                      | Identitet M: Bledar Sejko; T: Eda Sejko                                                                               | Albanisch            | Identität                   | 031    |
| 16.   | 03       | Mazedonien    | Esma und Lozano Есма & Лозано                                          | Pred da se razdeni (Пред да се раздени) M: Darko Dimitrov, Lazar Cvetkovski, Simeon Atanasov; T: Magdalena Cvetkovska | Mazedonisch, Romani  | Vor dem Sonnenaufgang       | 028    |
| 17.   | 01       | Lettland      | PeR                                                                    | Here We Go M: Ralfs Eilands, Arturas Burke; T: Ralfs Eilands                                                          | Englisch             | Los geht’s                  | 013    |

#### Punktetafel zweites Halbfinale
| Abstimmungsergebnis | Abstimmungsergebnis | Abstimmungsergebnis | Abstimmungsergebnis | Abstimmungsergebnis | Abstimmungsergebnis | Abstimmungsergebnis | Abstimmungsergebnis | Abstimmungsergebnis | Abstimmungsergebnis | Abstimmungsergebnis | Abstimmungsergebnis | Abstimmungsergebnis | Abstimmungsergebnis | Abstimmungsergebnis | Abstimmungsergebnis | Abstimmungsergebnis | Abstimmungsergebnis | Abstimmungsergebnis | Abstimmungsergebnis | Abstimmungsergebnis | Abstimmungsergebnis | Abstimmungsergebnis | Abstimmungsergebnis | Abstimmungsergebnis | Abstimmungsergebnis | Abstimmungsergebnis |
| Startnr.            | Land                | Platz               | Punkte              | Juryvoting- platz   | Televoting- platz   | AL                  | AM                  | AZ                  | BG                  | FI                  | MK                  | FR                  | GE                  | DE                  | GR                  | HU                  | IS                  | IL                  | LV                  | MT                  | NO                  | RO                  | SM                  | ES                  | CH                  | Votings             |
| ------------------- | ------------------- | ------------------- | ------------------- | ------------------- | ------------------- | ------------------- | ------------------- | ------------------- | ------------------- | ------------------- | ------------------- | ------------------- | ------------------- | ------------------- | ------------------- | ------------------- | ------------------- | ------------------- | ------------------- | ------------------- | ------------------- | ------------------- | ------------------- | ------------------- | ------------------- | ------------------- |
| 01                  | Lettland            | 17.                 | 013                 | 09,90               | 13,28               | –                   | –                   | –                   | –                   | –                   | 2                   | –                   | 7                   | –                   | –                   | –                   | 3                   | –                   |                     | –                   | –                   | –                   | –                   | –                   | 1                   | 04                  |
| 02                  | San Marino          | 11.                 | 047                 | 08,40               | 09,47               | –                   | 4                   | 1                   | –                   | 1                   | 5                   | 5                   | 1                   | –                   | 1                   | 2                   | –                   | 4                   | 3                   | 6                   | –                   | 4                   |                     | 10                  | –                   | 13                  |
| 03                  | Mazedonien          | 16.                 | 028                 | 09,75               | 12,22               | 12                  | –                   | –                   | 5                   | –                   |                     | –                   | –                   | –                   | –                   | –                   | –                   | –                   | –                   | 5                   | –                   | –                   | 2                   | –                   | 4                   | 05                  |
| 04                  | Aserbaidschan       | 01.                 | 139                 | 04,60               | 05,28               | 8                   | –                   |                     | 12                  | 3                   | 8                   | 8                   | 12                  | –                   | 12                  | 12                  | 8                   | 12                  | 7                   | 12                  | 5                   | 12                  | 3                   | 2                   | 3                   | 17                  |
| 05                  | Finnland            | 09.                 | 064                 | 07,05               | 08,89               | 1                   | –                   | 3                   | –                   |                     | –                   | 7                   | –                   | 3                   | –                   | 5                   | 7                   | 1                   | 8                   | 1                   | 8                   | 3                   | 7                   | 8                   | 2                   | 14                  |
| 06                  | Malta               | 04.                 | 118                 | 03,40               | 07,78               | 6                   | 7                   | 12                  | –                   | 5                   | 12                  | 2                   | 6                   | 5                   | 5                   | 8                   | 6                   | 2                   | 6                   |                     | 12                  | 7                   | 10                  | –                   | 7                   | 17                  |
| 07                  | Bulgarien           | 12.                 | 045                 | 10,75               | 07,44               | 4                   | 10                  | 4                   |                     | –                   | 3                   | 1                   | 4                   | –                   | 2                   | 1                   | –                   | –                   | –                   | –                   | 1                   | 1                   | 8                   | 6                   | –                   | 12                  |
| 08                  | Island              | 06.                 | 072                 | 07,40               | 08,61               | –                   | 1                   | –                   | –                   | 12                  | –                   | –                   | –                   | 12                  | –                   | 10                  |                     | –                   | 10                  | –                   | 10                  | –                   | –                   | 7                   | 10                  | 08                  |
| 09                  | Griechenland        | 02.                 | 121                 | 05,55               | 05,00               | 10                  | 8                   | 7                   | 10                  | 7                   | 6                   | –                   | 2                   | 8                   |                     | 3                   | 2                   | 6                   | 5                   | 7                   | 7                   | 10                  | 12                  | 5                   | 6                   | 18                  |
| 10                  | Israel              | 14.                 | 040                 | 07,95               | 10,67               | 3                   | 6                   | 6                   | 4                   | 2                   | –                   | 4                   | 5                   | 4                   | –                   | –                   | 1                   |                     | –                   | –                   | –                   | 2                   | –                   | 3                   | –                   | 11                  |
| 11                  | Armenien            | 07.                 | 069                 | 07,15               | 09,44               | –                   |                     | –                   | 8                   | –                   | –                   | 12                  | 10                  | 6                   | 7                   | –                   | –                   | 8                   | 1                   | 8                   | 4                   | 5                   | –                   | –                   | –                   | 10                  |
| 12                  | Ungarn              | 08.                 | 066                 | 08,55               | 08,39               | 7                   | –                   | –                   | 6                   | 8                   | –                   | 3                   | 3                   | 10                  | –                   |                     | –                   | 3                   | 2                   | –                   | 2                   | 6                   | 4                   | –                   | 12                  | 12                  |
| 13                  | Norwegen            | 03.                 | 120                 | 05,80               | 05,50               | –                   | 5                   | 5                   | 7                   | 10                  | 7                   | –                   | 8                   | 2                   | 4                   | 7                   | 12                  | 5                   | 12                  | 3                   |                     | 8                   | 5                   | 12                  | 8                   | 17                  |
| 14                  | Albanien            | 15.                 | 031                 | 09,10               | 11,78               |                     | –                   | 2                   | –                   | –                   | 10                  | –                   | –                   | –                   | 8                   | –                   | –                   | –                   | –                   | –                   | –                   | –                   | 6                   | –                   | 5                   | 05                  |
| 15                  | Georgien            | 10.                 | 063                 | 06,05               | 09,89               | –                   | 12                  | 10                  | 3                   | –                   | 4                   | –                   |                     | –                   | 6                   | 4                   | 4                   | 7                   | 4                   | 4                   | –                   | –                   | 1                   | 4                   | –                   | 12                  |
| 16                  | Schweiz             | 13.                 | 041                 | 10,65               | 07,00               | 2                   | 2                   | –                   | 1                   | 6                   | –                   | 10                  | –                   | 1                   | 3                   | 6                   | 5                   | –                   | –                   | 2                   | 3                   | –                   | –                   | –                   |                     | 11                  |
| 17                  | Rumänien            | 05.                 | 083                 | 09,70               | 04,78               | 5                   | 3                   | 8                   | 2                   | 4                   | 1                   | 6                   | –                   | 7                   | 10                  | –                   | 10                  | 10                  | –                   | 10                  | 6                   |                     | –                   | 1                   | –                   | 14                  |

### Statistik der Zwölf-Punkte-Vergabe (Zweites Halbfinale)
| Anzahl | Land          | erhalten von                                                       |
| ------ | ------------- | ------------------------------------------------------------------ |
| 7      | Aserbaidschan | Bulgarien, Georgien, Griechenland, Israel, Malta, Rumänien, Ungarn |
| 3      | Malta         | Aserbaidschan, Mazedonien, Norwegen                                |
| 3      | Norwegen      | Island, Lettland, Spanien                                          |
| 2      | Island        | Deutschland, Finnland                                              |
| 1      | Armenien      | Frankreich                                                         |
| 1      | Georgien      | Armenien                                                           |
| 1      | Griechenland  | San Marino                                                         |
| 1      | Mazedonien    | Albanien                                                           |
| 1      | Ungarn        | Schweiz                                                            |

### Platzverteilung der im Halbfinale ausgeschiedenen Länder
Anhand der Punktezahl im jeweiligen Halbfinale lassen sich auch die im Halbfinale ausgeschiedenen Länder folgendermaßen ordnen:
| Platz | Land       | Interpret                                                          | Lied Musik (M) und Text (T)                                                                                               | Sprache             | Übersetzung (inoffiziell)      | Halbfinale | Platz im HF | Punkte im HF |
| ----- | ---------- | ------------------------------------------------------------------ | --- | ------------------- | ------------------------------ | ---------- | ----------- | ------------ |
| 27.   | San Marino | Valentina Monetta                                                  | Crisalide (Vola) M: Ralph Siegel; T: Mauro Balestri                                                                       | Italienisch         | Schmetterlingspuppe (Flieg)    | 2          | 11.         | 47           |
| 28.   | Serbien    | Moje 3                                                             | Ljubav je svuda (Љубав је свуда) M: Saša Milošević Mare; T: Marina Tucaković                                              | Serbisch            | Liebe ist überall              | 1          | 11.         | 46           |
| 29.   | Bulgarien  | Elitsa Todorova und Stoyan Yankulov Елица Тодорова & Стоян Янкулов | Samo shampioni (Само шампиони) M/T: Eliza Todorowa, Kristian Talew                                                        | Bulgarisch          | Nur Sieger                     | 2          | 12.         | 45           |
| 30.   | Montenegro | Who See ft. Nina Žižić                                             | Igranka M: Đorđe Miljenović (Wikluh Sky); T: Đorđe Miljenović (Wikluh Sky), Dejan Dedović (Dedduh), Mario Đorđević (Noyz) | Montenegrinisch     | Party                          | 1          | 12.         | 41           |
| 31.   | Schweiz    | Takasa                                                             | You and Me M/T: Georg Schlunegger                                                                                         | Englisch            | Du und ich                     | 2          | 13.         | 41           |
| 32.   | Israel     | Moran Mazor מורן מזור                                              | Rak bishvilo (רק בשבילו) M: Han Harari; T: Gal Sarig                                                                      | Hebräisch           | Nur für ihn                    | 2          | 14.         | 40           |
| 33.   | Kroatien   | Klapa s mora                                                       | Mižerja M/T: Goran Topolovac                                                                                              | Kroatisch           | Unheil                         | 1          | 13.         | 38           |
| 34.   | Albanien   | Adrian Lulgjuraj und Bledar Sejko                                  | Identitet M: Bledar Sejko; T: Eda Sejko                                                                                   | Albanisch           | Identität                      | 2          | 14.         | 31           |
| 35.   | Mazedonien | Esma und Lozano Есма & Лозано                                      | Pred da se razdeni (Пред да се раздени) M: Darko Dimitrov, Lazar Cvetkovski, Simeon Atanasov; T: Magdalena Cvetkovska     | Mazedonisch, Romani | Vor dem Sonnenaufgang          | 2          | 16.         | 28           |
| 36.   | Österreich | Natália Kelly                                                      | Shine M/T: Andreas Grass, Nikola Paryla, Alexander Kahr                                                                   | Englisch            | Leuchten                       | 1          | 14.         | 27           |
| 37.   | Lettland   | PeR                                                                | Here We Go M: Ralfs Eilands, Arturas Burke; T: Ralfs Eilands                                                              | Englisch            | Los geht’s                     | 2          | 17.         | 13           |
| 38.   | Zypern     | Despina Olympiou Δέσποινα Ολυμπίου                                 | An me thimasai (Αν Με Θυμάσαι) M: Andreas Giorgallis; T: Zenon Zindillis                                                  | Griechisch          | Wenn du dich an mich erinnerst | 1          | 15.         | 11           |
| 39.   | Slowenien  | Hannah                                                             | Straight into Love M: Hannah Mancini, Gregor Zemljič, Erik Margan, Matija Rodić; T: Hannah Mancini, Marko Primužak        | Englisch            | Geradewegs in die Liebe        | 1          | 16.         | 08           |

## Finale

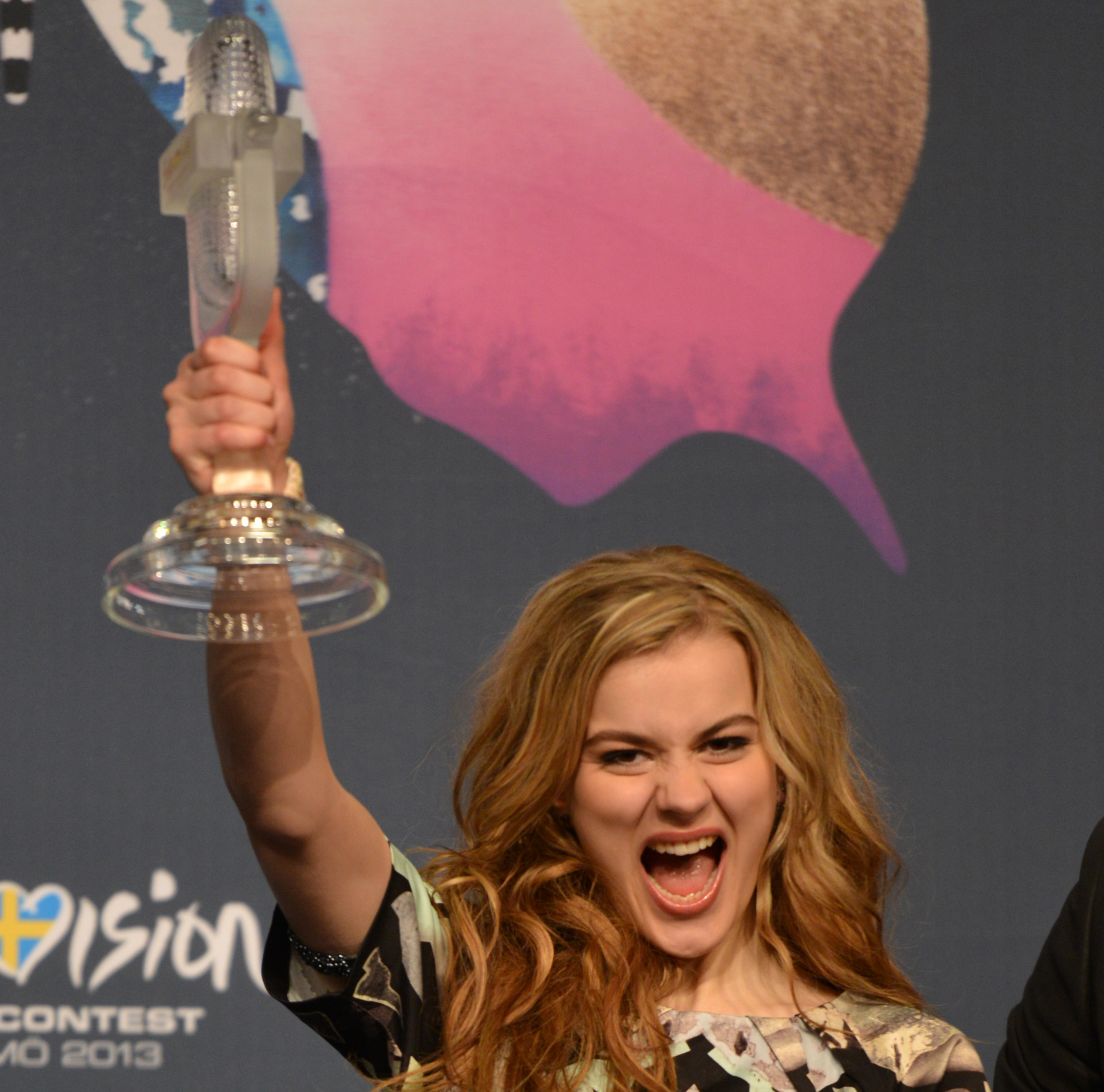
Emmelie de Forest nach dem Finale

Das Finale fand am 18. Mai 2013 um 21:00 Uhr (MESZ) statt. Die Länder der Big Five (Deutschland, Frankreich, Italien, Spanien, Vereinigtes Königreich) und das Gastgeberland Schweden waren direkt für das Finale qualifiziert. Hinzu kamen je zehn Länder aus den beiden Halbfinalen, sodass im Finale 26 Länder antraten. Alle Teilnehmerländer waren abstimmungsberechtigt.
 Finnland und  Georgien nahmen nach zwei Jahren,  Belarus,  Belgien und  Armenien nach drei Jahren und die  Niederlande nach neun Jahren wieder am Finale teil. Bis auf Armenien schieden alle der genannten Länder im genannten Zeitraum jeweils bereits im Halbfinale aus. Armenien schied lediglich 2011 aus, 2012 nahm man nicht teil.
Eröffnet wurde das Finale durch den eigens für den Eurovision Song Contest komponierten Song We Write the Story, der von den ehemaligen ABBA-Mitgliedern Benny Andersson und Björn Ulvaeus in Zusammenarbeit mit dem schwedischen DJ Avicii produziert ist. Als Intervallact trat die Moderatorin Petra Mede mit Swedish Smörgåsbord auf, eine Bühnenshow in der schwedischen Kultur ironisch dargestellt wird. Dort trat auch kurz die schwedische Sängerin und Gewinnerin des ESC 1991, Carola Häggkvist auf. Außerdem trat die Vorjahressiegerin Loreen mit einem Medley aus den Titeln My Heart Is Refusing Me, We Got The Power und ihrem Siegertitel Euphoria, sowie Sarah Dawn Finer mit dem ABBA-Song The Winner Takes It All auf. Die Startnummer 16 des Gastgebers Schweden wurde im Vorfeld auf einer Pressekonferenz bestimmt. Die Startnummern der Big Five und aller anderen für das Finale qualifizierten Länder wurden am 17. Mai 2013 ermittelt. Jedes der 39 Teilnehmerländer war stimmberechtigt. Folgende Teilnehmer (Gastgeber, „Big Five“ und die Gewinner der Halbfinale) bestritten das Finale am 18. Mai 2013:
| Platz | Startnr. | Land                   | Interpret                                                                  | Lied Musik (M) und Text (T)                                                                       | Sprache              | Übersetzung (Inoffiziell)        | Punkte | Bild                                |
| ----- | -------- | ---------------------- | -------------------------------------------------------------------------- | ------------------------------------------------------------------------------------------------- | -------------------- | -------------------------------- | ------ | ----------------------------------- |
| 01.   | 18       | Dänemark               | Emmelie de Forest                                                          | Only Teardrops M/T: Lise Cabble, Julia Fabrin Jakobsen, Thomas Stengaard                          | Englisch             | Nur Tränen                       | 281    | Emmelie de Forest                   |
| 02.   | 20       | Aserbaidschan          | Farid Mammadov Fərid Məmmədov                                              | Hold Me M: Dimitris Kontopoulos; T: John Ballard, Ralph Charlie Al Fahel                          | Englisch             | Halte mich                       | 234    | Farid Mammadov                      |
| 03.   | 22       | Ukraine                | Zlata Ohnjewitsch Злата Огневич                                            | Gravity M: Mikhail Nekrasov; T: Karen Kavaleryan                                                  | Englisch             | Schwerkraft                      | 214    | Zlata Ohnjewitsch                   |
| 04.   | 24       | Norwegen               | Margaret Berger                                                            | I Feed You My Love M/T: Karin Park, Robin Lynch, Niklas Olovson                                   | Englisch             | Ich gebe Dir meine Liebe         | 191    | Margaret Berger                     |
| 05.   | 10       | Russland               | Dina Garipowa Дина Гарипова                                                | What If M/T: Gabriel Alares, Joakim Björnberg, Leonid Gutkin                                      | Englisch             | Was wäre, wenn                   | 174    | Dina Garipowa                       |
| 06.   | 21       | Griechenland           | Koza Mostra feat. Agathonas Iakovidis Κόζα Μόστρα feat. Αγάθωνας Ιακωβίδης | Alcohol Is Free M: Ilias Kozas; T: Stathis Pachidis, Ilias Kozas                                  | Griechisch, Englisch | Alkohol ist kostenlos            | 152    | Koza Mostra ft. Agathonas Iakovidis |
| 07.   | 23       | Italien                | Marco Mengoni                                                              | L’essenziale M: Francesco De Benedittis, Roberto Casalino, Marco Mengoni; T: Roberto Casalino     | Italienisch          | Das Wesentliche                  | 126    | Marco Mengoni                       |
| 08.   | 09       | Malta                  | Gianluca                                                                   | Tomorrow M/T: Boris Cezek, Dean Muscat                                                            | Englisch             | Morgen                           | 120    | Gianluca                            |
| 09.   | 13       | Niederlande            | Anouk                                                                      | Birds M: Tore Johansson, Martin Gjerstad; T: Anouk Teeuwe                                         | Englisch             | Vögel                            | 114    | Anouk                               |
| 10.   | 17       | Ungarn                 | ByeAlex                                                                    | Kedvesem (Zoohacker Remix) M/T: Alex Márta                                                        | Ungarisch            | Meine Liebe                      | 084    | ByeAlex                             |
| 11.   | 03       | Moldau                 | Aliona Moon                                                                | O mie M: Pasha Parfeny; T: Yuliana Scutaru                                                        | Rumänisch            | Eintausend                       | 071    | Aliona Moon                         |
| 12.   | 06       | Belgien                | Roberto Bellarosa                                                          | Love Kills M/T: Iain James, Jukka Immonen                                                         | Englisch             | Liebe tötet                      | 071    | Roberto Bellarosa                   |
| 13.   | 14       | Rumänien               | Cezar                                                                      | It’s My Life M/T: Cristian Faur                                                                   | Englisch             | Es ist mein Leben                | 065    | Cezar                               |
| 14.   | 16       | Schweden               | Robin Stjernberg                                                           | You M/T: Robin Stjernberg, Joy Deb, Linnea Deb, Joakim Harestad Haukaas                           | Englisch             | Du                               | 062    | Robin Stjernberg                    |
| 15.   | 25       | Georgien               | Nodi Tatishvili und Sophie Gelovani ნოდიკო ტატიშვილი & სოფო გელოვანი       | Waterfall M: Thomas G:son, Erik Bernholm; T: Thomas G:son                                         | Englisch             | Wasserfall                       | 050    | Nodi Tatishvili und Sophie Gelovani |
| 16.   | 08       | Belarus                | Alyona Lanskaya Алëна Ланская                                              | Solayoh M: Mark Paelinck; T: Martin King                                                          | Englisch             | –                                | 048    | Alyona Lanskaya                     |
| 17.   | 19       | Island                 | Eythor Ingi                                                                | Ég á líf M/T: Örlygur Smári und Pétur Örn Gudmundsson                                             | Isländisch           | Ich habe ein Leben               | 047    | Eythor Ingi                         |
| 18.   | 12       | Armenien               | Dorians                                                                    | Lonely Planet M: Tony Iommi; T: Vardan Zadoyan                                                    | Englisch             | Einsamer Planet                  | 041    | Dorians                             |
| 19.   | 15       | Vereinigtes Königreich | Bonnie Tyler                                                               | Believe in Me M/T: Desmond Child, Lauren Christy, Chris Braide                                    | Englisch             | Glaub an mich                    | 023    | Bonnie Tyler                        |
| 20.   | 07       | Estland                | Birgit                                                                     | Et uus saaks alguse M: Mihkel Mattisen; T: Mihkel Mattisen/Silvia Soro                            | Estnisch             | Das könnte ein neuer Anfang sein | 019    | Birgit                              |
| 21.   | 11       | Deutschland            | Cascada                                                                    | Glorious M/T: Yann Peifer, Manuel Reuter, Andres Ballinas, Tony Cornelissen                       | Englisch             | Glorreich                        | 018    | Cascada                             |
| 22.   | 02       | Litauen                | Andrius Pojavis                                                            | Something M/T: Andrius Pojavis                                                                    | Englisch             | Etwas                            | 017    | Andrius Pojavis                     |
| 23.   | 01       | Frankreich             | Amandine Bourgeois                                                         | L’enfer et moi M: David Salkin; T: Boris Bergman                                                  | Französisch          | Die Hölle und ich                | 014    | Amandine Bourgeois                  |
| 24.   | 04       | Finnland               | Krista Siegfrids                                                           | Marry Me M/T: Krista Siegfrids, Erik Nyholm, Kristoffer Karlsson, Jessica Lundström               | Englisch             | Heirate mich                     | 013    | Krista Siegfrids                    |
| 25.   | 05       | Spanien                | ESDM                                                                       | Contigo hasta el final (With You Until the End) M/T: Raquel del Rosario, David Feito, Juan Suárez | Spanisch             | Mit dir bis ans Ende             | 008    | ESDM                                |
| 26.   | 26       | Irland                 | Ryan Dolan                                                                 | Only Love Survives M/T: Wez Devine, Ryan Dolan                                                    | Englisch             | Nur die Liebe überlebt           | 005    | Ryan Dolan                          |

### Punktetafel Finale
Die folgende Tafel zeigt die gemittelten Platzierungen der Teilnehmer in Jury- und Televoting sowie die Punktevergaben im Finale in der Reihenfolge der abstimmenden Länder. Die Abstimmungsreihenfolge war wenige Stunden vor dem Finale von der EBU veröffentlicht worden.
Der spätere Gewinner aus Dänemark lag erstmals nach der sechsten Nennung der Votingergebnisse an erster Stelle und blieb dort bis zum Abschluss der Punktevergabe. Einzig San Marino, das als erstes die Punkte vergab, gab Dänemark keinen einzigen Punkt. Am meisten 12-Punkte-Wertungen erhielt der Zweitplatzierte Aserbaidschan.
| Land | Abstimmungsergebnisse | Abstimmungsergebnisse | Abstimmungsergebnisse | Abstimmungsergebnisse | Abstimmungsergebnisse | Abstimmungsergebnisse | Abstimmungsergebnisse | Abstimmungsergebnisse | Abstimmungsergebnisse | Abstimmungsergebnisse | Abstimmungsergebnisse | Abstimmungsergebnisse | Abstimmungsergebnisse | Abstimmungsergebnisse | Abstimmungsergebnisse | Abstimmungsergebnisse | Abstimmungsergebnisse | Abstimmungsergebnisse | Abstimmungsergebnisse | Abstimmungsergebnisse | Abstimmungsergebnisse | Abstimmungsergebnisse | Abstimmungsergebnisse | Abstimmungsergebnisse | Abstimmungsergebnisse | Abstimmungsergebnisse | Abstimmungsergebnisse | Abstimmungsergebnisse | Abstimmungsergebnisse | Abstimmungsergebnisse | Abstimmungsergebnisse | Abstimmungsergebnisse | Abstimmungsergebnisse | Abstimmungsergebnisse | Abstimmungsergebnisse | Abstimmungsergebnisse | Abstimmungsergebnisse | Abstimmungsergebnisse | Abstimmungsergebnisse | Abstimmungsergebnisse | Abstimmungsergebnisse |
| Land | Punkte                | SM                    | SE                    | AL                    | NL                    | AT                    | UK                    | IL                    | RS                    | UA                    | HU                    | RO                    | MD                    | AZ                    | NO                    | AM                    | IT                    | FI                    | ES                    | BY                    | LV                    | BG                    | BE                    | RU                    | MT                    | EE                    | DE                    | IS                    | FR                    | GR                    | IE                    | DK                    | ME                    | SI                    | GE                    | MK                    | CY                    | HR                    | CH                    | LT                    | Votings               |
| --- | --------------------- | --------------------- | --------------------- | --------------------- | --------------------- | --------------------- | --------------------- | --------------------- | --------------------- | --------------------- | --------------------- | --------------------- | --------------------- | --------------------- | --------------------- | --------------------- | --------------------- | --------------------- | --------------------- | --------------------- | --------------------- | --------------------- | --------------------- | --------------------- | --------------------- | --------------------- | --------------------- | --------------------- | --------------------- | --------------------- | --------------------- | --------------------- | --------------------- | --------------------- | --------------------- | --------------------- | --------------------- | --------------------- | --------------------- | --------------------- | --------------------- |
| Frankreich | 014                   | 8                     | –                     | –                     | –                     | –                     | –                     | –                     | –                     | –                     | –                     | –                     | –                     | –                     | –                     | 2                     | –                     | –                     | –                     | –                     | –                     | –                     | –                     | –                     | –                     | –                     | –                     | 2                     |                       | –                     | –                     | –                     | –                     | –                     | –                     | 1                     | 1                     | –                     | –                     | –                     | 05                    |
| Litauen | 017                   | –                     | –                     | –                     | –                     | –                     | –                     | –                     | –                     | 1                     | –                     | –                     | –                     | 3                     | –                     | –                     | 6                     | –                     | –                     | 5                     | –                     | –                     | –                     | –                     | –                     | –                     | –                     | –                     | –                     | –                     | 1                     | –                     | –                     | –                     | 1                     | –                     | –                     | –                     | –                     |                       | 06                    |
| Moldau | 071                   | –                     | –                     | –                     | –                     | 2                     | –                     | 1                     | 6                     | 8                     | –                     | 12                    |                       | 1                     | –                     | –                     | 4                     | –                     | 2                     | 4                     | –                     | 3                     | 3                     | 6                     | –                     | –                     | –                     | –                     | 4                     | –                     | 3                     | –                     | 5                     | –                     | –                     | 7                     | –                     | –                     | –                     | –                     | 16                    |
| Finnland | 013                   | 3                     | –                     | –                     | –                     | –                     | –                     | 4                     | –                     | –                     | –                     | –                     | –                     | –                     | –                     | –                     | –                     |                       | –                     | –                     | –                     | –                     | –                     | –                     | –                     | –                     | 1                     | –                     | 3                     | –                     | –                     | 2                     | –                     | –                     | –                     | –                     | –                     | –                     | –                     | –                     | 05                    |
| Spanien | 008                   | –                     | –                     | 6                     | –                     | –                     | –                     | –                     | –                     | –                     | –                     | –                     | –                     | –                     | –                     | –                     | 2                     | –                     |                       | –                     | –                     | –                     | –                     | –                     | –                     | –                     | –                     | –                     | –                     | –                     | –                     | –                     | –                     | –                     | –                     | –                     | –                     | –                     | –                     | –                     | 02                    |
| Belgien | 071                   | 5                     | 7                     | –                     | 12                    | 3                     | 3                     | –                     | 3                     | –                     | 4                     | –                     | –                     | –                     | 3                     | –                     | –                     | 3                     | –                     | –                     | 2                     | –                     |                       | 8                     | –                     | 2                     | –                     | –                     | 5                     | –                     | 4                     | 5                     | –                     | 2                     | –                     | –                     | –                     | –                     | –                     | –                     | 16                    |
| Estland | 019                   | –                     | –                     | –                     | –                     | –                     | –                     | –                     | –                     | –                     | –                     | –                     | –                     | –                     | –                     | –                     | –                     | 6                     | –                     | –                     | 10                    | –                     | –                     | –                     | –                     |                       | –                     | –                     | –                     | –                     | –                     | –                     | –                     | –                     | –                     | –                     | –                     | –                     | –                     | 3                     | 03                    |
| Belarus | 048                   | –                     | –                     | –                     | –                     | –                     | –                     | 3                     | –                     | 12                    | –                     | –                     | 4                     | 7                     | –                     | 5                     | –                     | –                     | –                     |                       | –                     | –                     | –                     | –                     | 2                     | –                     | –                     | –                     | –                     | 1                     | –                     | –                     | 3                     | –                     | 5                     | 5                     | –                     | –                     | –                     | 1                     | 11                    |
| Malta | 120                   | 10                    | –                     | –                     | 8                     | –                     | 7                     | –                     | –                     | 2                     | 8                     | 5                     | –                     | 8                     | 10                    | 6                     | 10                    | –                     | 1                     | 7                     | 5                     | –                     | –                     | –                     |                       | 5                     | 5                     | 5                     | 2                     | 3                     | –                     | 4                     | –                     | –                     | 3                     | 3                     | 3                     | –                     | –                     | –                     | 22                    |
| Russland | 174                   | –                     | 5                     | –                     | 4                     | –                     | 10                    | 7                     | 8                     | 4                     | –                     | –                     | 7                     | –                     | –                     | 7                     | –                     | 2                     | 6                     | 8                     | 12                    | 5                     | 4                     |                       | –                     | 12                    | 2                     | 1                     | 6                     | –                     | 10                    | 7                     | 7                     | 10                    | 6                     | 6                     | 5                     | 6                     | –                     | 7                     | 27                    |
| Deutschland | 018                   | –                     | –                     | 3                     | –                     | 6                     | –                     | 5                     | –                     | –                     | –                     | –                     | –                     | –                     | –                     | –                     | –                     | –                     | 3                     | –                     | –                     | –                     | –                     | –                     | –                     | –                     |                       | –                     | –                     | –                     | –                     | –                     | –                     | –                     | –                     | –                     | –                     | –                     | 1                     | –                     | 05                    |
| Armenien | 041                   | 1                     | –                     | –                     | –                     | –                     | –                     | –                     | –                     | 6                     | 3                     | –                     | 1                     | –                     | –                     |                       | –                     | –                     | –                     | 2                     | –                     | 8                     | –                     | 2                     | 1                     | –                     | –                     | –                     | 7                     | –                     | –                     | –                     | –                     | –                     | 10                    | –                     | –                     | –                     | –                     | –                     | 10                    |
| Niederlande | 114                   |                       | 8                     | 4                     |                       | 8                     | 6                     | –                     | –                     | –                     | 5                     | 2                     | –                     | –                     | 8                     | –                     | –                     | 8                     | –                     | –                     | –                     | –                     | 12                    | 3                     | –                     | 7                     | –                     | 8                     | –                     | –                     | 6                     | 10                    | –                     | 7                     | –                     | 2                     | –                     | 2                     | 4                     | 4                     | 19                    |
| Rumänien | 065                   | –                     | 4                     | 5                     | –                     | 4                     | 4                     | –                     | –                     | –                     | –                     |                       | 10                    | 6                     | 6                     | –                     | 1                     | –                     | –                     | –                     | –                     | –                     | –                     | –                     | 7                     | –                     | –                     | 6                     | 1                     | 10                    | –                     | –                     | 1                     | –                     | –                     | –                     | –                     | –                     | –                     | –                     | 13                    |
| Vereinigtes Königreich | 023                   | –                     | 1                     | –                     | –                     | –                     |                       | –                     | –                     | –                     | –                     | 3                     | –                     | –                     | –                     | –                     | –                     | –                     | 4                     | –                     | –                     | –                     | –                     | –                     | 5                     | –                     | –                     | –                     | –                     | –                     | 7                     | –                     | –                     | 1                     | –                     | –                     | –                     | –                     | 2                     | –                     | 07                    |
| Schweden | 062                   | –                     |                       | –                     | 3                     | –                     | –                     | –                     | 1                     | –                     | –                     | –                     | 5                     | –                     | 12                    | –                     | –                     | 4                     | –                     | –                     | 4                     | 4                     | 1                     | –                     | –                     | 1                     | 3                     | 4                     | –                     | –                     | 5                     | 8                     | –                     | 6                     | –                     | –                     | –                     | 1                     | –                     | –                     | 15                    |
| Ungarn | 084                   | 6                     | 3                     | 8                     | 7                     | –                     | –                     | –                     | 2                     | –                     |                       | –                     | –                     | –                     | 2                     | –                     | 3                     | 10                    | –                     | –                     | –                     | 6                     | –                     | –                     | –                     | 4                     | 12                    | –                     | –                     | 2                     | –                     | –                     | –                     | –                     | –                     | –                     | –                     | 4                     | 10                    | 5                     | 15                    |
| Dänemark | 281                   | –                     | 10                    | 1                     | 10                    | 5                     | 12                    | 8                     | 12                    | 5                     | 10                    | 6                     | 6                     | 5                     | 7                     | 4                     | 12                    | 7                     | 8                     | 1                     | 6                     | 2                     | 10                    | 4                     | 6                     | 8                     | 10                    | 12                    | 12                    | 7                     | 12                    |                       | 10                    | 12                    | 7                     | 12                    | 7                     | 10                    | 3                     | 2                     | 37                    |
| Island | 047                   | –                     | 6                     | –                     | –                     | –                     | 2                     | –                     | –                     | –                     | 6                     | –                     | –                     | –                     | 4                     | –                     | –                     | 5                     | –                     | –                     | –                     | –                     | –                     | –                     | –                     | 6                     | 8                     |                       | –                     | –                     | –                     | 1                     | –                     | 4                     | –                     | –                     | –                     | –                     | 5                     | –                     | 10                    |
| Aserbaidschan | 234                   | 2                     |                       | 7                     | 2                     | 12                    |                       | 12                    | 5                     | 10                    | 12                    | 10                    | 8                     |                       | –                     | –                     | –                     | –                     | 7                     | 10                    | 3                     | 12                    | 5                     | 12                    | 12                    | –                     | 4                     | 7                     | 8                     | 12                    | 2                     | –                     | 12                    | 3                     | 12                    | –                     | 8                     | 7                     | 6                     | 12                    | 29                    |
| Griechenland | 152                   | 12                    | –                     | 10                    | 1                     | 7                     | 8                     | 2                     | –                     | –                     | 1                     | 7                     | –                     | 4                     | 5                     | 8                     | 7                     | 1                     | –                     | 6                     | 1                     | 7                     | 2                     | 10                    | 4                     | –                     | 6                     | –                     | –                     |                       | –                     | 6                     | 8                     | –                     | –                     | 4                     | 12                    | 5                     | 8                     | –                     | 26                    |
| Ukraine | 214                   | –                     | –                     | –                     | 5                     | 1                     | 5                     | 10                    | 10                    |                       | 7                     | 4                     | 12                    | 12                    | 1                     | 12                    | 5                     |                       | 10                    | 12                    | 7                     | 10                    | 8                     | 1                     | 10                    | 10                    | –                     | 3                     | –                     | 8                     | 8                     | 3                     | –                     | –                     | 8                     | –                     | 10                    | 12                    | –                     | 10                    | 28                    |
| Italien | 126                   | 4                     | –                     | 12                    | –                     | 10                    | –                     | –                     | 4                     | –                     | –                     | 1                     | –                     | –                     | –                     | 1                     |                       | –                     | 12                    | –                     | –                     | –                     | 6                     | –                     | 8                     | –                     | –                     | –                     | 10                    | 6                     | –                     | –                     | 6                     | 8                     | 2                     | 10                    | 6                     | 8                     | 12                    | –                     | 18                    |
| Norwegen | 191                   | 7                     | 12                    | 2                     | 6                     | –                     | –                     | 6                     | 7                     | 3                     | 2                     | 8                     | 2                     | 2                     |                       | 3                     | 8                     | 12                    | 5                     | 3                     | 8                     | 1                     | 7                     | 7                     | 3                     | 3                     | 7                     | 10                    | –                     | 4                     | –                     | 12                    | 4                     | 5                     | 4                     | 8                     | 4                     | 3                     | 7                     | 6                     | 34                    |
| Georgien | 050                   | –                     | –                     | –                     | –                     | –                     | –                     | –                     | –                     | 7                     | –                     | –                     | 3                     | 10                    | –                     | 10                    | –                     | –                     | –                     | –                     | –                     | –                     | –                     | 5                     | –                     | –                     | –                     | –                     | –                     | 5                     | –                     | –                     | 2                     | –                     |                       | –                     | –                     | –                     | –                     | 8                     | 08                    |
| Irland | 005                   | –                     | 2                     | –                     | –                     | –                     | 1                     | –                     | –                     | –                     | –                     | –                     | –                     | –                     | –                     | –                     | –                     | –                     | –                     | –                     | –                     | –                     | –                     | –                     | –                     | –                     | –                     | –                     | –                     | –                     |                       | –                     | –                     | –                     | –                     | –                     | 2                     | –                     | –                     | –                     | 03                    |
| Die Tabelle ist senkrecht nach der Auftrittsreihenfolge im Finale geordnet, waagerecht nach der chronologischen Punkteverlesung. |                       |                       |                       |                       |                       |                       |                       |                       |                       |                       |                       |                       |                       |                       |                       |                       |                       |                       |                       |                       |                       |                       |                       |                       |                       |                       |                       |                       |                       |                       |                       |                       |                       |                       |                       |                       |                       |                       |                       |                       |                       |

In der Tabelle sind die niedrigsten (Hintergrund rot) und höchsten (Hintergrund grün) Gesamtwerte gekennzeichnet. (ø Platzierung)
- Die wenigsten Jury-Punkte:  Spanien – ø 19.64
- Die wenigsten Televoting-Punkte:  Spanien – ø 22.92
- Die wenigsten Gesamt-Votings:  Spanien – 2
- Die wenigsten Gesamt-Punkte:  Irland – 5
- Die meisten Jury-Punkte:  Dänemark – ø 6.23
- Die meisten Televoting-Punkte:  Dänemark – ø 4.97
- Die meisten Gesamt-Votings:  Dänemark – 37
- Die meisten Gesamt-Punkte:  Dänemark – 281

### Zwischenfälle während der Vergabe der Punkte
Während des Punktevergabeprozesses traten diverse technische und kommunikative Unregelmäßigkeiten auf:
- Während  Schweden seine Punkte vergab, wurde zuerst die Tafel mit den Punkten 1 bis 7 ohne Länderanzeige eingeblendet. Die Kamera wechselte dann unerwartet ins Publikum, bis die Panne behoben war und die Empfänger der niedrigeren Punkte sichtbar wurden. Der schwedische Punktesprecher Yohio war sich der technischen Panne jedoch nicht bewusst und verkündete bereits die höheren Punktzahlen, bevor die niedrigeren für das Publikum sichtbar waren.

- Beim Voting der  Niederlande wurde vorzeitig in den Greenroom geschaltet, noch bevor die zwölf Punkte bekannt gegeben wurden. Das belgische Team begann vorzeitig zu jubeln, da sie bereits erkannt hatten, dass sie die Höchstpunktzahl erhalten würden.

- Mehrfach starteten einige Punktesprecher vorzeitig mit der Verkündung der höheren Punktzahlen. Beispielsweise begannen die Sprecherinnen von  Lettland und  Österreich bereits mit der Verkündung der 8 Punkte, bevor die niedrigeren Punkte eingeblendet wurden.

- Während der Verkündung der 10 Punkte versprach sich Lena-Meyer-Landrut. Fälschlicherweise gab sie an, dass  Deutschland 10 Punkte an  Norwegen vergibt. Sie korrigierte sich jedoch rasch und präzisierte, dass die 10 Punkte an  Dänemark gehen.

- Bei der Punktevergabe von  Montenegro war im Hintergrund ein weiterer Fernseher zu hören, der die gleiche Tonspur zeitversetzt wiedergab.

- Nach der Punktevergabe von  Zypern wurde nicht wie üblich in den Greenroom geschaltet. Stattdessen wurde die kroatische Punktesprecherin bereits angekündigt, als der zypriotische Sprecher Loukas Hamatsos noch im Bild war.

### Statistik der Zwölf-Punkte-Vergabe (Finale)

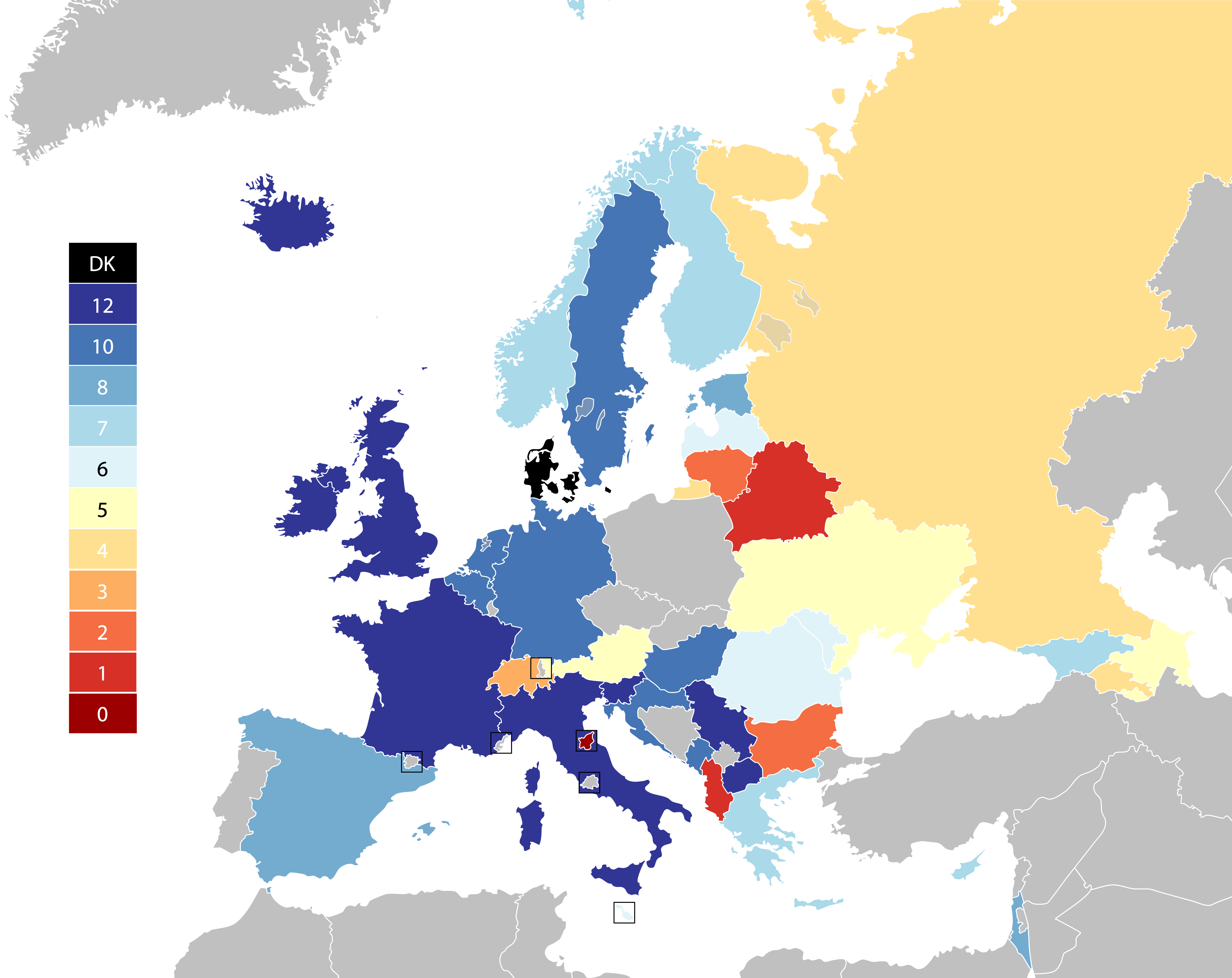
Karte der Punktevergabe für die Siegerin aus Dänemark nach Ländern

| Anzahl | Land          | erhalten von                                                                                        |
| ------ | ------------- | --------------------------------------------------------------------------------------------------- |
| 10     | Aserbaidschan | Bulgarien, Georgien, Griechenland, Israel, Litauen, Malta, Montenegro, Österreich, Russland, Ungarn |
| 08     | Dänemark      | Frankreich, Irland, Island, Italien, Mazedonien, Serbien, Slowenien, Vereinigtes Königreich         |
| 05     | Ukraine       | Armenien, Aserbaidschan, Belarus, Kroatien, Moldau                                                  |
| 03     | Norwegen      | Dänemark, Finnland, Schweden                                                                        |
| 03     | Italien       | Albanien, Schweiz, Spanien                                                                          |
| 02     | Griechenland  | San Marino, Zypern                                                                                  |
| 02     | Russland      | Estland, Lettland                                                                                   |
| 01     | Belarus       | Ukraine                                                                                             |
| 01     | Belgien       | Niederlande                                                                                         |
| 01     | Moldau        | Rumänien                                                                                            |
| 01     | Niederlande   | Belgien                                                                                             |
| 01     | Schweden      | Norwegen                                                                                            |
| 01     | Ungarn        | Deutschland                                                                                         |

### Punktesprecher
Die Reihenfolge, in welcher jedes Land die Punkte verkündete, wurde auf Grundlage der Juryergebnisse aus der Generalprobe so ermittelt, dass möglichst viel Spannung erzeugt wird. Alle Sprecher verkündeten ihre Punkte auf Englisch, lediglich Belgien, Frankreich und die Schweiz verkünden ihre Punkte auf Französisch.
| Nr. | Land                   | Punktesprecher             | Anmerkungen                                        |
| --- | ---------------------- | -------------------------- | -------------------------------------------------- |
| 01  | San Marino             | John Kennedy O’Connor      | –                                                  |
| 02  | Schweden               | Yohio                      | Teilnehmer beim Melodifestivalen 2013              |
| 03  | Albanien               | Andri Xhahu                | Punktesprecher 2012                                |
| 04  | Niederlande            | Cornald Maas               | –                                                  |
| 05  | Österreich             | Kati Bellowitsch           | Punktesprecherin 2011 und 2012                     |
| 06  | Vereinigtes Königreich | Scott Mills                | Punktesprecher 2010 und 2012                       |
| 07  | Israel                 | Ofer Nachson               | Punktesprecher 2009 bis 2012                       |
| 08  | Serbien                | Maja Nikolić               | Punktesprecherin 2007, 2010 und 2012               |
| 09  | Ukraine                | Matias                     | Punktesprecher 2012                                |
| 10  | Ungarn                 | Éva Novodomszky            | Punktesprecherin 2007 bis 2009, 2011 und 2012      |
| 11  | Rumänien               | Sonia Argint-Ionescu       | –                                                  |
| 12  | Moldau                 | Olivia Furtuna             | Punktesprecherin 2012                              |
| 13  | Aserbaidschan          | Tamilla Shirinova          | Punktesprecherin 2010                              |
| 14  | Norwegen               | Tooji                      | Teilnehmer 2012                                    |
| 15  | Armenien               | Andre                      | Teilnehmer 2006                                    |
| 16  | Italien                | Federica Gentile           | –                                                  |
| 17  | Finnland               | Kristiina Wheeler          | –                                                  |
| 18  | Spanien                | Inés Paz                   | –                                                  |
| 19  | Belarus                | Darja Domratschawa         | –                                                  |
| 20  | Lettland               | Anmary                     | Teilnehmerin 2012                                  |
| 21  | Bulgarien              | Joanna Dragneva            | Teilnehmerin 2008 und Punktesprecherin 2009        |
| 22  | Belgien                | Barbara Louys              | –                                                  |
| 23  | Russland               | Alsou                      | Teilnehmerin 2000 und Moderatorin beim Finale 2009 |
| 24  | Malta                  | Emma Hickey                | –                                                  |
| 25  | Estland                | Rolf Roosalu               | Punktesprecher 2010                                |
| 26  | Deutschland            | Lena                       | Siegerin 2010 und Teilnehmerin 2011                |
| 27  | Island                 | María Sigrún Hilmarsdóttir | –                                                  |
| 28  | Frankreich             | Marine Vignes              | –                                                  |
| 29  | Griechenland           | Andrianna Maggania         | Punktesprecherin 2012                              |
| 30  | Irland                 | Nicky Byrne                | –                                                  |
| 31  | Dänemark               | Sofie Lassen-Kahlke        | –                                                  |
| 32  | Montenegro             | Ivana Sebek                | –                                                  |
| 33  | Slowenien              | Andrea F                   | Punktesprecher 2010                                |
| 34  | Georgien               | Liza Tsiklauri             | –                                                  |
| 35  | Mazedonien             | Dimitar Atanasovski        | –                                                  |
| 36  | Zypern                 | Loukas Hamatsos            | Punktesprecher 2000, 2003 und 2004, 2011 und 2012  |
| 37  | Kroatien               | Uršula Tolj                | –                                                  |
| 38  | Schweiz                | Mélanie Freymond           | –                                                  |
| 39  | Litauen                | Ignas Krupavičius          | Punktesprecher 2009 und 2012                       |

### Split-Ergebnisse zwischen Jury- und Televoting
Erstmals und bisher einmalig wurden keine Gesamtpunktzahlen, sondern lediglich die durchschnittliche Platzierung bei den aufgesplitteten Ergebnissen veröffentlicht. Folgende Resultate hätte es dabei bei reiner Jury- oder Zuschauerabstimmung gegeben:
| Finale | Finale                 | Finale        | Finale                 | Finale        |
| Platz  | Televoting             | Ø Platzierung | Jury                   | Ø Platzierung |
| ------ | ---------------------- | ------------- | ---------------------- | ------------- |
| 01     | Dänemark               | 04.97         | Dänemark               | 06.23         |
| 02     | Ukraine                | 05.66         | Aserbaidschan          | 07.77         |
| 03     | Aserbaidschan          | 05.86         | Schweden               | 08.05         |
| 04     | Griechenland           | 06.00         | Norwegen               | 08.23         |
| 05     | Russland               | 06.84         | Moldau                 | 08.69         |
| 06     | Norwegen               | 07.14         | Ukraine                | 08.74         |
| 07     | Rumänien               | 07.49         | Niederlande            | 09.05         |
| 08     | Ungarn                 | 08.19         | Italien                | 09.46         |
| 09     | Malta                  | 10.97         | Malta                  | 09.54         |
| 10     | Italien                | 11.70         | Russland               | 09.67         |
| 11     | Niederlande            | 11.70         | Belgien                | 09.92         |
| 12     | Island                 | 13.05         | Frankreich             | 10.95         |
| 13     | Belarus                | 14.11         | Georgien               | 12.10         |
| 14     | Irland                 | 14.62         | Griechenland           | 12.28         |
| 15     | Armenien               | 15.11         | Vereinigtes Königreich | 12.46         |
| 16     | Deutschland            | 15.81         | Estland                | 13.41         |
| 17     | Belgien                | 16.03         | Island                 | 13.44         |
| 18     | Schweden               | 16.19         | Finnland               | 13.77         |
| 19     | Moldau                 | 16.57         | Armenien               | 14.44         |
| 20     | Finnland               | 16.68         | Deutschland            | 15.44         |
| 21     | Litauen                | 16.73         | Ungarn                 | 15.59         |
| 22     | Vereinigtes Königreich | 17.03         | Belarus                | 16.15         |
| 23     | Georgien               | 17.08         | Irland                 | 16.21         |
| 24     | Estland                | 19.59         | Rumänien               | 17.82         |
| 25     | Frankreich             | 21.68         | Litauen                | 17.95         |
| 26     | Spanien                | 22.92         | Spanien                | 19.64         |

### Marcel-Bezençon-Preis
Die diesjährigen Preisträger des seit 2002 verliehenen Marcel-Bezençon-Preises sind:
- Presse-Preis für den besten Song:  Georgien – Waterfall – Sopo Gelowani und Nodiko Tatischwili
- Künstler-Preis für den besten Künstler:  Aserbaidschan – Farid Mammadov – Hold Me
- Komponisten-Preis für die beste Komposition/Text:  Schweden – Robin Stjernberg, Joy Deb, Linnea Deb und Joakim Harestad Haukaas (m & t) – You – Robin Stjernberg

### Barfüßiger Sieg
Die Siegerin Emmelie de Forest trat barfuß auf und erklärte ihre nackten Füße zu ihrem Markenzeichen. Sie habe nach eigenen Angaben schon immer ohne hohe Schuhe gesungen, weil sie sich barfuß so dem Boden, der Erde, näher fühle, was sie dann entspannter macht. Auch die Siegerin des vorherigen ESCs, Loreen, hatte ihn barfuß gewonnen.

## Übertragung

### Deutschland
Das erste Halbfinale wurde vom Digitalkanal Einsfestival live übertragen, das zweite Halbfinale im Doku-Kanal Phoenix live ausgestrahlt. Zeitversetzt wurden an den Übertragungsabenden beide Shows vom NDR, das zweite Halbfinale von Einsfestival gesendet. Per Live-Stream waren beide Shows auf eurovision.de zu sehen. Das Finale wurde zusätzlich im Hörfunk auf NDR 2, mit Kommentar von Thomas Mohr und Tim Frühling, übertragen.
| Datum        | Sendung             | Uhrzeit      | Fernsehsender                                                       | Moderation/Kommentar              | Zuschauer | Zuschauer       | Marktanteil | Marktanteil     |
| Datum        | Sendung             | Uhrzeit      | Fernsehsender                                                       | Moderation/Kommentar              | Gesamt    | 14 bis 49 Jahre | Gesamt      | 14 bis 49 Jahre |
| ------------ | ------------------- | ------------ | ------------------------------------------------------------------- | --------------------------------- | --------- | --------------- | ----------- | --------------- |
| 14. Mai 2013 | 1. Halbfinale       | 21:00 Uhr    | [ 48 ]                                                              | Kommentator: Peter Urban          |           |                 |             |                 |
| 16. Mai 2013 | 2. Halbfinale       | 21:00 Uhr    | [ 48 ]                                                              | Kommentator: Peter Urban          | 0,44 Mio. | 0,28 Mio.       | 01,7 %      | 02,8 %          |
| 18. Mai 2013 | Countdown für Malmö | 20:15 Uhr    |                                                                     | Moderatorin: Barbara Schöneberger | 3,99 Mio. | 1,97 Mio.       | 15,7 %      | 22,9 %          |
| 18. Mai 2013 | Finale              | 21:00 Uhr    | Kommentator: Peter Urban Deutsche Punktevergabe: Lena Meyer-Landrut | 8,21 Mio.                         | 4,25 Mio. | 34,0 %          | 42,6 %      |                 |
| 18. Mai 2013 | Grand Prix Party    | ca. 0:15 Uhr | Moderatorin: Barbara Schöneberger                                   | 2,64 Mio.                         | 1,55 Mio. | 26,5 %          | 30,4 %      |                 |

### Schweiz
Im deutschsprachigen Teil der Schweiz wurden das erste und zweite Halbfinale auf SRF zwei und das Finale auf SRF 1 und Radio SRF 3 übertragen. Via Zweikanalton konnte der satirische Radiokommentar auch im Fernsehen gehört werden. Im französischsprachigen Teil der Schweiz wurden nur das zweite Halbfinale und das Finale auf RTS deux übertragen. Im italienischsprachigen Teil der Schweiz wurde das zweite Halbfinale auf RSI LA 2 und das Finale auf RSI LA 1 übertragen. Die Schweizer Punktevergabe verkündete die RTS-Moderatorin Mélanie Freymond.
| Datum        | Sendung                  | Uhrzeit   | Fernsehsender                                                             | Moderation/Kommentar                           | Sprache     |
| ------------ | ------------------------ | --------- | ------------------------------------------------------------------------- | ---------------------------------------------- | ----------- |
| 14. Mai 2013 | 1. Halbfinale            | 21:00 Uhr |                                                                           | Kommentator: Sven Epiney                       | Deutsch     |
| 16. Mai 2013 | 2. Halbfinale            | 21:00 Uhr |                                                                           | Kommentator: Sven Epiney                       | Deutsch     |
| 16. Mai 2013 | 2. Halbfinale            | 21:00 Uhr |                                                                           | Kommentator: Jean-Marc Richard, Nicolas Tanner | Französisch |
| 16. Mai 2013 | 2. Halbfinale            | 21:00 Uhr |                                                                           | Kommentator: Alessandro Bertoglio              | Italienisch |
| 18. Mai 2013 | Countdown live aus Malmö | 20:10 Uhr |                                                                           | Moderatorin: Viola Tami                        | Deutsch     |
| 18. Mai 2013 | Finale                   | 21:00 Uhr | Kommentator 1: Sven Epiney Kommentator 2: Peter Schneider, Gabriel Vetter |                                                | Deutsch     |
| 18. Mai 2013 | Finale                   | 21:00 Uhr |                                                                           | Kommentator: Jean-Marc Richard, Nicolas Tanner | Französisch |
| 18. Mai 2013 | Finale                   | 21:00 Uhr |                                                                           | Kommentator: Alessandro Bertoglio              | Italienisch |

### Österreich
In Österreich wurden beide Halbfinale und das Finale mit Kommentar von Andi Knoll auf ORF eins gezeigt. Kati Bellowitsch verkündete beim Finale die österreichischen Punkte.

## Eurovision Preview Partys

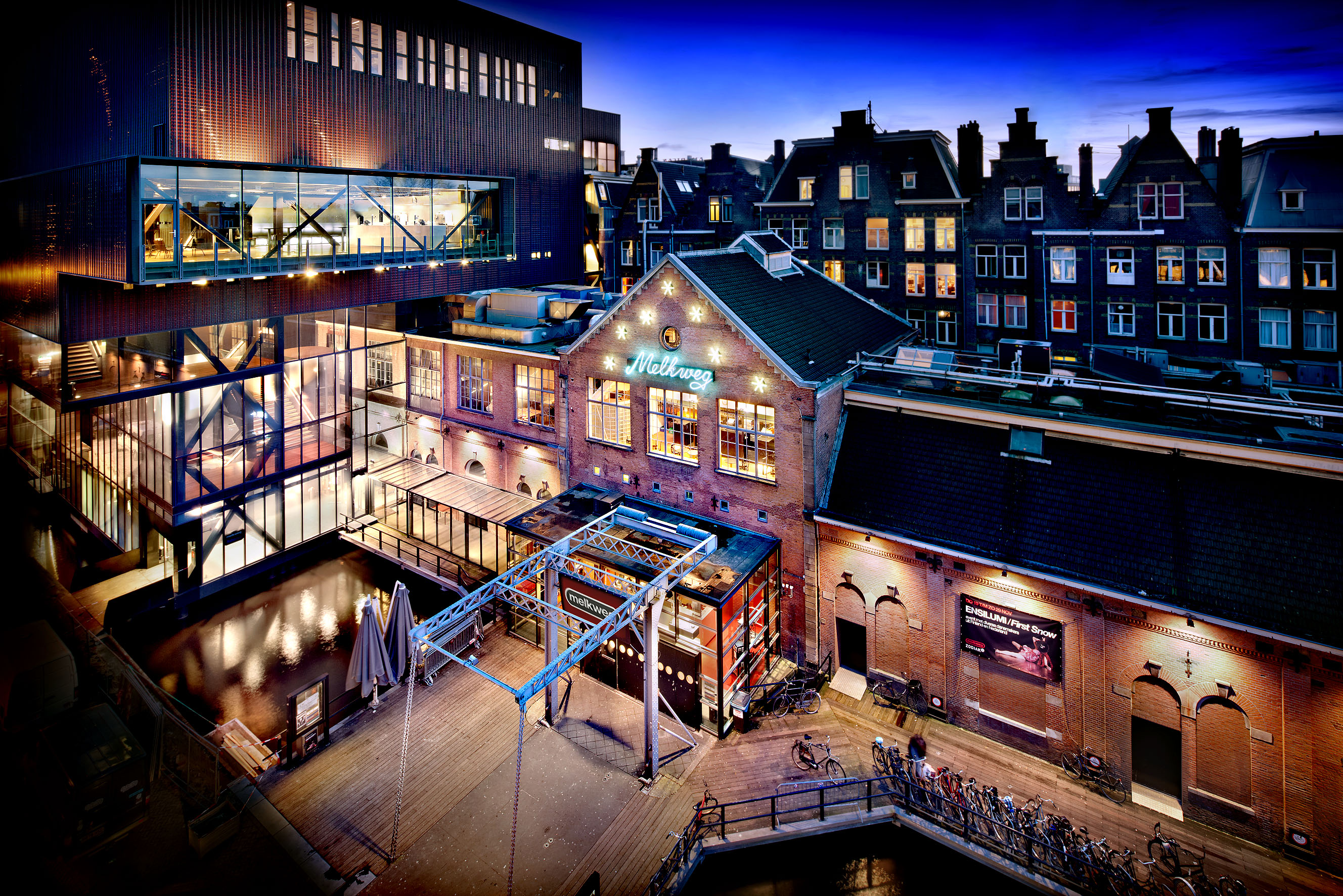
Melkweg, Austragungsort des Eurovision In Concert

Jedes Jahr gibt es vor dem eigentlichen ESC noch einige Promotion-Events, wo sich die Teilnehmer im Ausland der Presse und den Fans präsentieren. Dazu dienen die Preview Partys (dt.: Vorschau-Feiern), die allerdings keine Pflichtveranstaltung für die Teilnehmer des Eurovision Song Contests darstellt. 2013 gab es insgesamt zwei Veranstaltungen dieser Art.

### Eurovision in Concert
Die fünfte Ausgabe vom Eurovision in Concert fand am 13. April 2013 im Melkweg in Amsterdam statt. Die zwei ehemaligen Eurovision-Teilnehmerinnen Marlayne Sahupala (1999) und Linda Wagenmakers (2000) moderierten das Event. Als spezieller Gast geladen war die dreifache schwedische Eurovision-Teilnehmerin Carola Häggkvist (1982, 1991 und 2006). Folgende 26 Länder nahmen daran teil:
- Albanien
- Belarus
- Belgien
- Bulgarien
- Estland
- Finnland
- Frankreich
- Georgien
- Griechenland
- Irland
- Israel
- Italien
- Kroatien
- Lettland
- Litauen
- Malta
- Mazedonien
- Moldau
- Österreich
- Rumänien
- Russland
- San Marino
- Schweiz
- Serbien
- Slowenien
- Ukraine

### London Eurovision Party 2013
Die London Eurovision Party 2013 fand am 21. April 2013 in der Shadow Lounge in London statt. Moderiert wurde die Veranstaltung von Nicki French und Paddy O’Connell. Als spezieller Gast geladen war der britische Schauspieler und Sänger John Alford. Folgende sieben Länder nahmen an der Veranstaltung teil:
- Belarus
- Finnland
- Griechenland
- Malta
- Österreich
- San Marino
- Ukraine

## Probleme im Vorfeld

### Aserbaidschan
Dem litauischen Nachrichtenportal 15min.lt zufolge, das Teil des norwegischen Medienkonzerns Schibsted ist, hat Aserbaidschan in 15 Ländern, darunter Estland, Lettland, Schweiz, Ukraine und Kroatien, mit Hilfe eines aserbaidschanischen „Unterstützer-Teams“ Stimmen gekauft. Litauische Journalisten gaben sich als Studenten aus und filmten, wie ihnen aserbaidschanische Anwerber Geld boten, um mit unterschiedlichen Handy-Sim-Karten für Aserbaidschan abzustimmen.
Zudem wirft Russland Aserbaidschan „Stimmenraub“ vor, da der russische Beitrag What If von Dina Garipowa null Punkte aus Aserbaidschan erhalten hat, obwohl das Lied bei der dortigen SMS-Wahl auf dem zweiten Platz gelandet war. Der russische Außenminister Sergei Lawrow gab an, dass dieser „unerhörte Vorgang nicht ohne Reaktion bleiben“ werde.

### Schweiz
Am 17. Dezember 2012 wurde bekannt, dass die Band Heilsarmee, die den schweizerischen Vorentscheid am 15. Dezember 2012 gewann, weder unter dem Namen „Heilsarmee“ noch in den Uniformen der Heilsarmee in Malmö starten dürfen, da das gegen die Statuten der EBU verstoßen würde. Tags darauf teilte die Heilsarmee mit, sie suche zusammen mit dem Schweizer Radio und Fernsehen eine ESC-kompatible Lösung, wenngleich der EBU-Entscheid auf Unverständnis gestoßen sei. Insbesondere sei nicht verständlich, weshalb die Uniformen nicht zugelassen seien, da das Kostüm allen Teilnehmern freigestellt sei. Nach internen Gesprächen gab die Band bekannt, dass sie ihren Namen und ihre Uniform für den Wettbewerb ändern werden.
Am 13. März wechselte die Gruppe ihren Namen in Takasa und änderten ihre Kleidung in weiß und blau.

### Deutschland
Kurz nach dem Vorentscheid wurden zwischen Cascadas Beitrag Glorious und dem Siegerlied des Vorjahres, Euphoria, starke Übereinstimmungen festgestellt. So meinte die Phonetikerin der Universität Kiel, Tina John: „Am Anfang ist der Gesang absolut identisch, der Refrain benutzt die gleiche Akzentuierung, der Schluss gipfelt in einer identischen Kombination. Die Sängerinnen benutzen sogar die gleiche Atemstylistik.“
Der Plagiatsvorwurf wurde am 18. Februar 2013 durch ein vom NDR in Auftrag gegebenes Gutachten entkräftet. Die Lieder seien „lediglich stilistisch ähnlich, es seien aber keine urheberrechtlich bedeutsamen Übereinstimmungen nachzuweisen“.

### Mazedonien
Der mazedonische Sender MKRTV tauschte das ursprünglich ausgewählte Lied Imperija nach Protesten aus Griechenland und dem eigenen Land aus.
Die griechischen Medien kritisierten, der Titel Imperija wecke Assoziationen zum antiken Makedonien, insbesondere, da im zugehörigen Videoclip eine in Skopje befindliche Alexanderstatue gezeigt wird. In Mazedonien wiederum war das Publikum mit dem Lied unzufrieden. Die Sängerin Esma Redžepova habe gar nicht die Möglichkeit zu zeigen, was ihre Stimme vermag. Die Angelegenheit schlug solche Wellen, dass selbst Al Jazeera Balkans darüber berichtete. Aufgrund des Drucks entschied sich das mazedonische Fernsehen, den Titel auszutauschen.

### Belarus
Auch Belarus tauschte sein Lied kurzfristig aus. Statt Rhythm of Love sang Aljona Lanskaja Solayoh.

### Bulgarien
Nachdem das Bulgarische Nationale Fernsehen mitgeteilt hatte, dass es bei dem Lied Kismet zu Copyright-Problemen gekommen sei, entschied sich der Sender mit Einverständnis der beiden Interpreten, das Lied durch Samo Shampioni zu ersetzen. Die beiden Titel teilten bereits beim bulgarischen Vorentscheid den ersten Platz – Kismet gewann das Televoting und Samo Shampioni die Jurywertung; den Regeln des bulgarischen Vorentscheides entsprechend wäre das Lied nach Malmö geschickt worden, das beim Televoting auf den ersten Platz kam.